# Ericsson
Telefonaktiebolaget LM Ericsson är en av världens största tillverkare av utrustning för att bygga nätverk för mobil kommunikation. 2012 var man den största tillverkaren, med en marknadsandel av 38 procent. Det är ett svenskt telekommunikationsföretag med internationell inriktning.
Ericsson grundades 1876 av Lars Magnus Ericsson.

## Historia

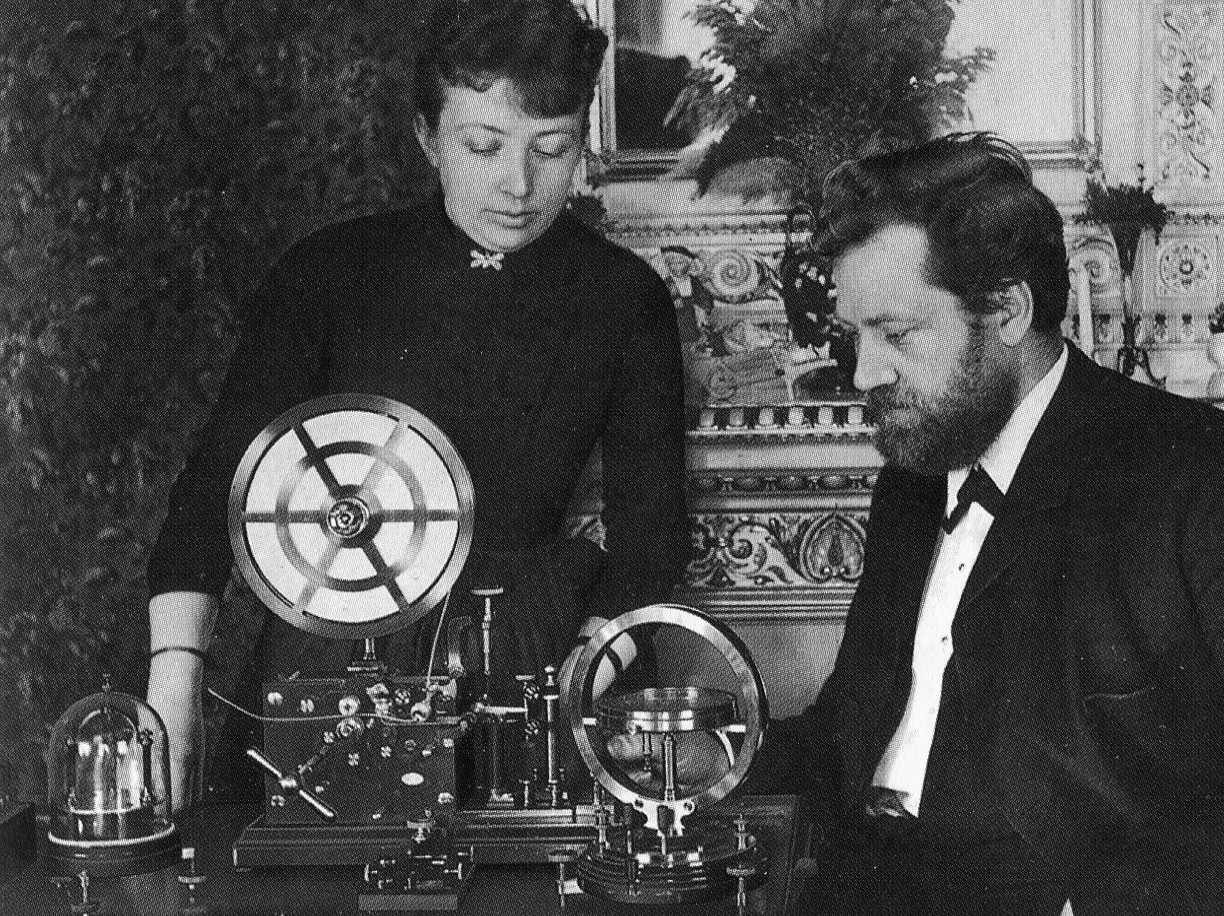
Lars Magnus Ericsson och hustrun Hilda, 1895

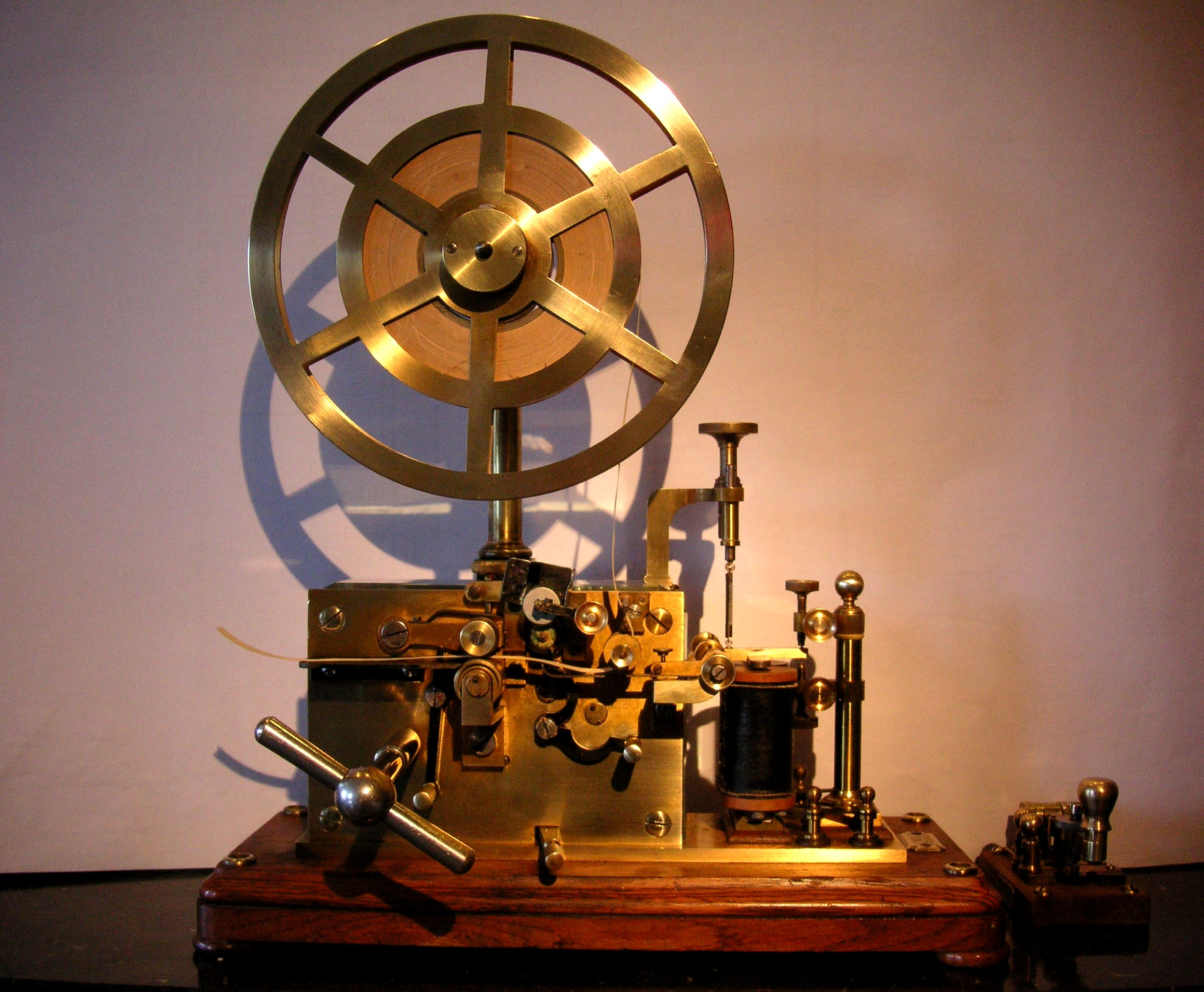
Ericssons Telegraf Serie 800, omkring 1880

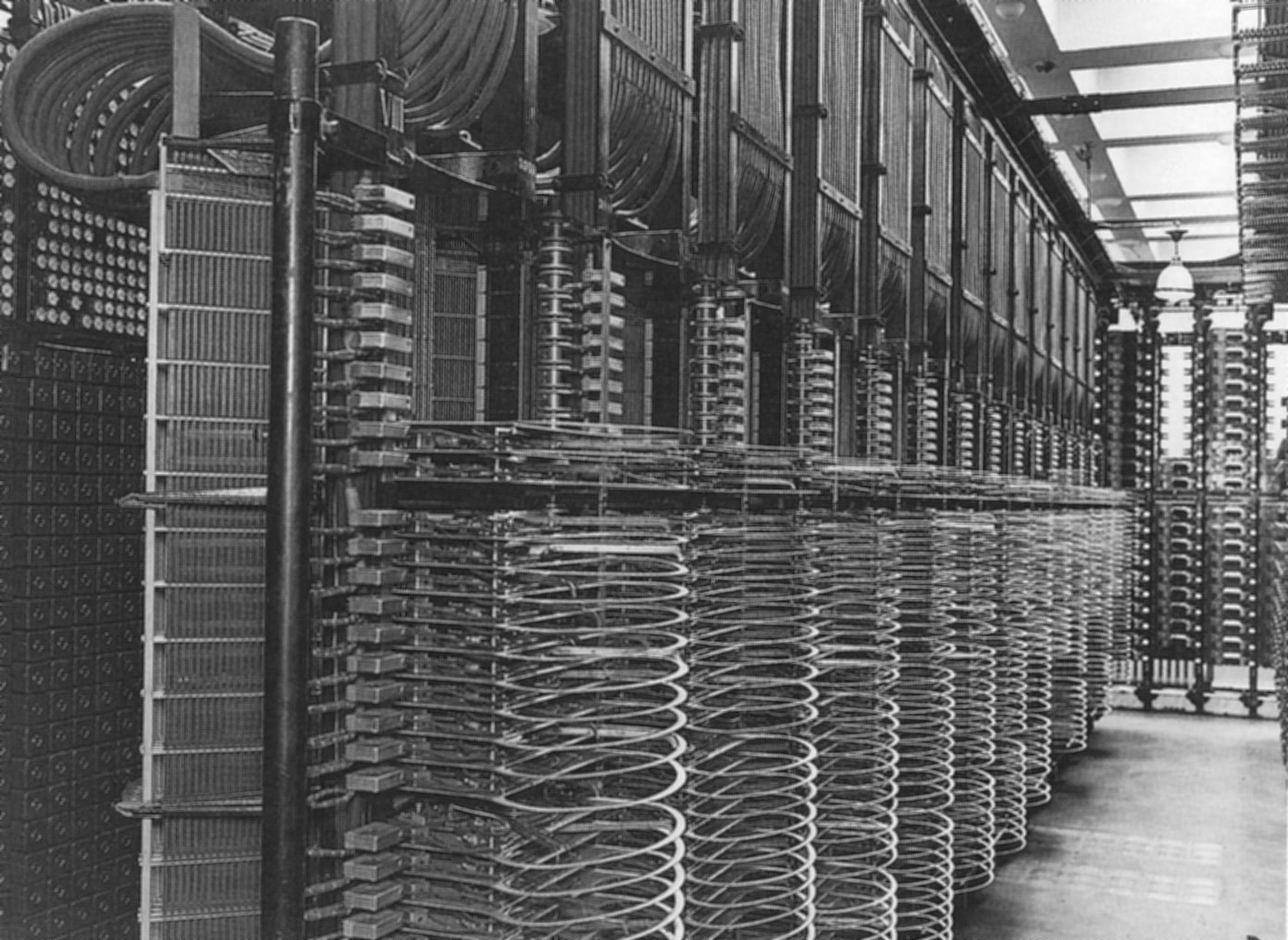
Automatstationen "Norra Vasa" var i drift från 1923 till 1985.

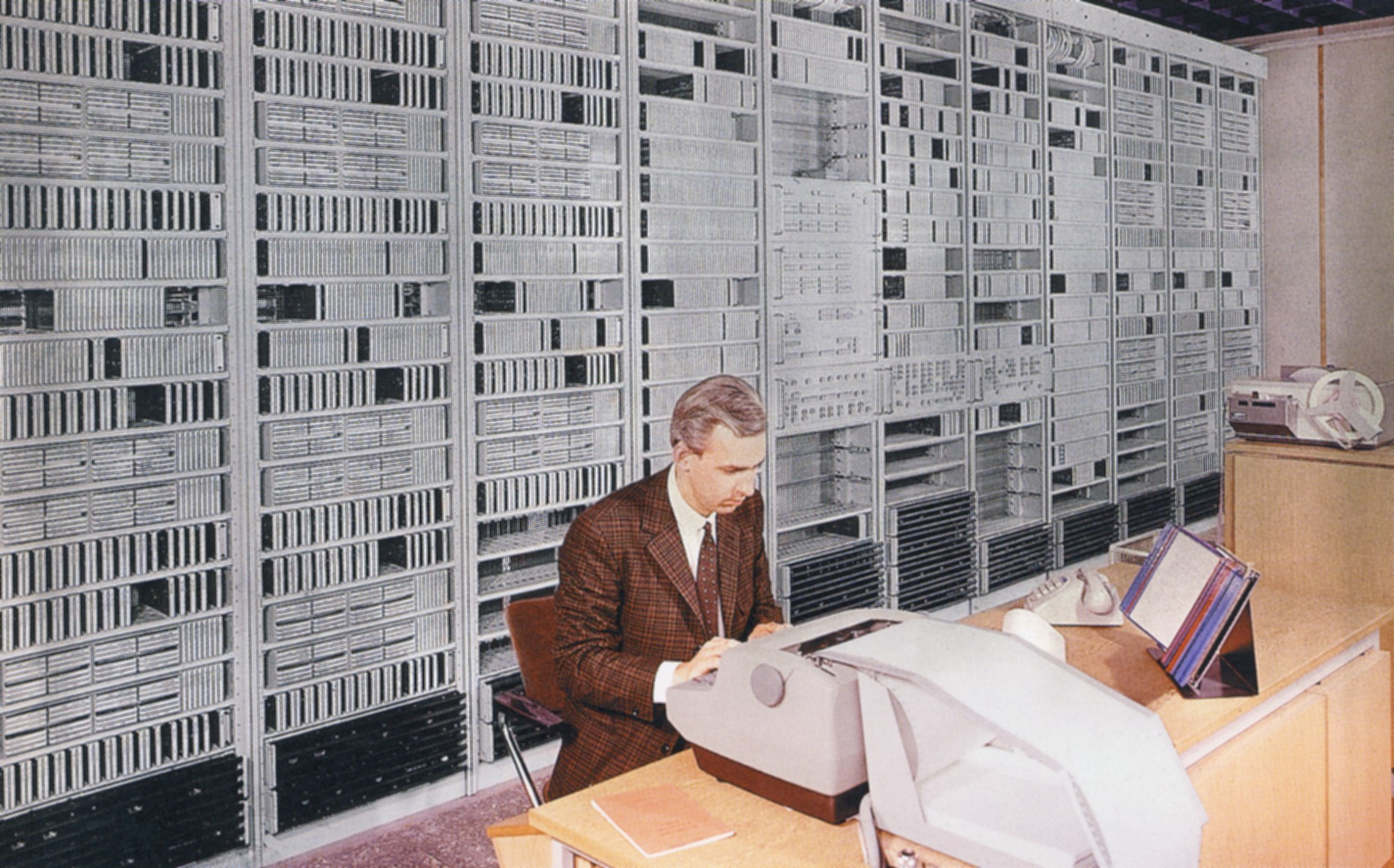
Den första AKE 12-stationen i Tumba 1968.

### De första åren
Lars Magnus Ericsson började sin bana som arbetare på olika verkstäder, dels i sin hemtrakt, dels i Stockholm. Efter en stipendiefinansierad utlandsvistelse som student satte han den 1 april 1876 upp en verkstad i ett 13 kvadratmeter stort rum i gårdshuset på Drottninggatan 15 i Stockholm för att tillverka matematiska och fysikaliska instrument och dylikt. Detta var samma år som A.G. Bell tog patent på telefonen (som senare visade sig ha uppfunnits av Antonio Meucci flera år tidigare). Redan i slutet av 1876 blir lokalen för liten för Ericsson och hans kompanjon Carl Johan Andersson, som flyttar till Jakobsbergsgatan 23 B.
Bara något år senare utnyttjade Ericsson att Bell hade avstått från att göra sitt telefonpatent giltigt för de nordiska länderna, och startade tillverkningen av telefonapparater, vilket skulle bli den huvudsakliga verksamheten. År 1878 lanserades de första telefonerna – tillverkade av honom själv – då 22 ”magnettelefoner med signaltrumpet” levererades för 55 kronor paret. Hans påfallande konstruktiva begåvning imponerade på den tidens fackmän, och apparaterna blev snabbt kända på världsmarknaden.
År 1884 flyttade tillverkningen till LM Ericssons fabriker, Tulegatan. Vid denna tid fanns vid företaget 38 arbetare, 19 lärlingar, 2 elever och 1 bokhållare. Ett decennium senare hade man köpt upp och bebyggt hela grannkvarteret för den snabbt växande verksamheten.
År 1884 uppfann Anton Avén och Leonard Lundqvist vid Stockholms Allmänna Telefon AB en telefonlur genom att montera en hörtelefon och en mikrofon från en av den tidens standardtelefoner på ett skaft, och kallade designen för handmikrotelefon. Luren användes av telefonister som behövde en hand fri medan de talade med abonnenterna, istället för en hand för mikrofonen och en för hörtelefonen. Ericsson var tidiga med att inkludera luren i sina produkter, först med bordstelefonen kallad Taxen från 1892.

### Aktiebolaget L.M. Ericsson & Co
Som ett led i företagets utveckling överlät L.M. Ericsson 1896 sina fabriker till det nybildade Aktiebolaget L. M. Ericsson & Co, som får ett aktiekapital på 1 miljon kronor. Han verkar som verkställande direktör fram till 1900, då posten tas över av Axel Boström. Året därefter lämnar han även ordförandeskapet, men kvarstod i styrelsen. Fram till år 2003 har ingen annan person haft lika långvarig ledande position inom koncernen. På 1890-talet hade A.-B. L. M. Ericsson & Co cirka 500 anställda och kom igång med sin internationalisering redan 1897 genom att öppna verkstad i S:t Petersburg, i huvudsak för hopsättning av telefoner och redan 1899 startades där en tillverkningsfabrik. I Moskva 1901 övertar Ericsson SAT:s telefonfabrik, 1902 öppnar man kontor i New York, 1903 bildar Ericsson tillsammans med National Telephone Co, The British L. M. Ericsson Manufacturing Co. med fabrik i Beeston och 1904 köper Ericsson en tomt i Buffalo, New York för uppförandet av en fabrik för L. M. Ericsson Telephone Manufacturing Co. I Ryssland genom Kongresspolen samarbetar man med Henrik Tore Cedergrens firma. I Polen öppnade man den första telefonstationen i Warszawa 1904 och Polen blev snabbt ett av Europas modernaste telefonländer. Byggnaden som telefonväxeln installerades i finns fortfarande kvar även om den blev hårt åtgången under andra världskriget.

### Samgående med Stockholms Allmänna Telefon AB

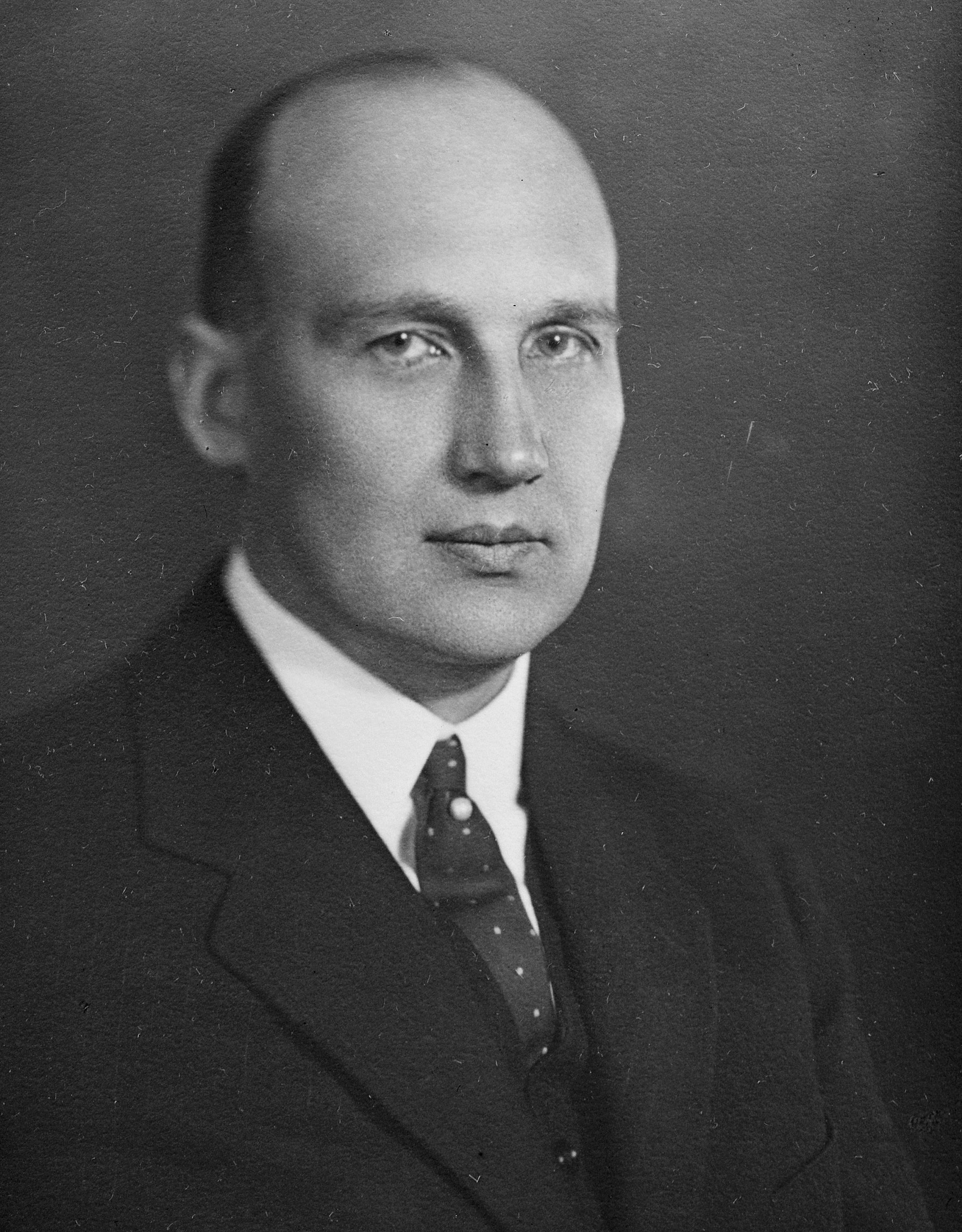
Ivar Kreuger, storägare i L.M. Ericsson 1930–1932.

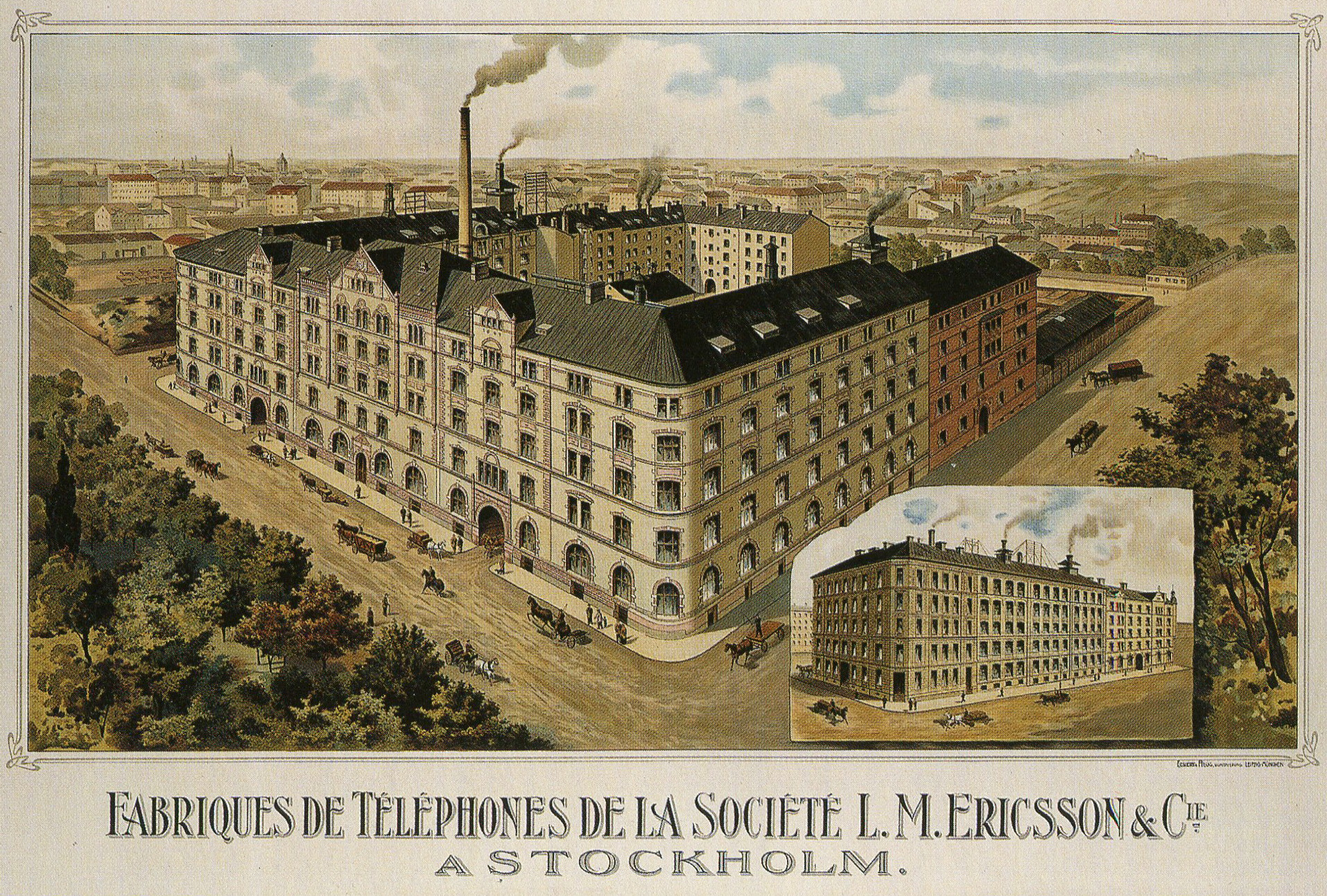
LM Ericssons fabriker vid Tulegatan mellan 1896 och 1939, illustration från 1890-talet.

År 1918 fusionerades bolaget med Stockholms Allmänna Telefonaktiebolag (SAT) som ett led i att stärka positionen inom branschen och för att förbättra entreprenörverksamheten i tillverkningen. Firmanamnet ändrades den 19 augusti 1918 till Allmänna Telefonaktiebolaget L.M. Ericsson, med ett aktiekapital av 73,8 miljoner kronor. Verkställande direktörer blir Hemming Johansson och Gottlieb Piltz. Samma år nationaliseras bolagets ryska fabrik, samt Aktiebolaget L.M. Ericsson i Finland bildas som första nordiska dotterbolag. Firmanamnet ändrades den 7 juni 1926 till Telefonaktiebolaget L M Ericsson.
Under 1910-talet påbörjades utvecklingsarbete av teknik för automatiska telefonväxlar byggda på elektromekanik, ett arbete som underlättades när SAT hade köpts upp. Resultatet blev 500-väljaren som första gången sattes i drift 1923 i Rotterdam och 1924 i Stockholm, och detta blev det första avstampet för Ericssons styrka på växelområdet.
År 1918 inledde LM Ericsson ett fruktsamt samarbete med Televerket och Teli (Televerkstaden) kring produktutveckling, 1956 bildades Elektroniknämnden för viss samordning inom FoU (forskning och utveckling) och senare gemensam FoU inom ramen för det samägda företaget Ellemtel i Älvsjö, bildat 1970. Televerket utvecklade och testade egna innovationer som Ericsson framgångsrikt sålde utomlands, exempelvis ett antal privata abonnentväxlar och telefonmodeller.

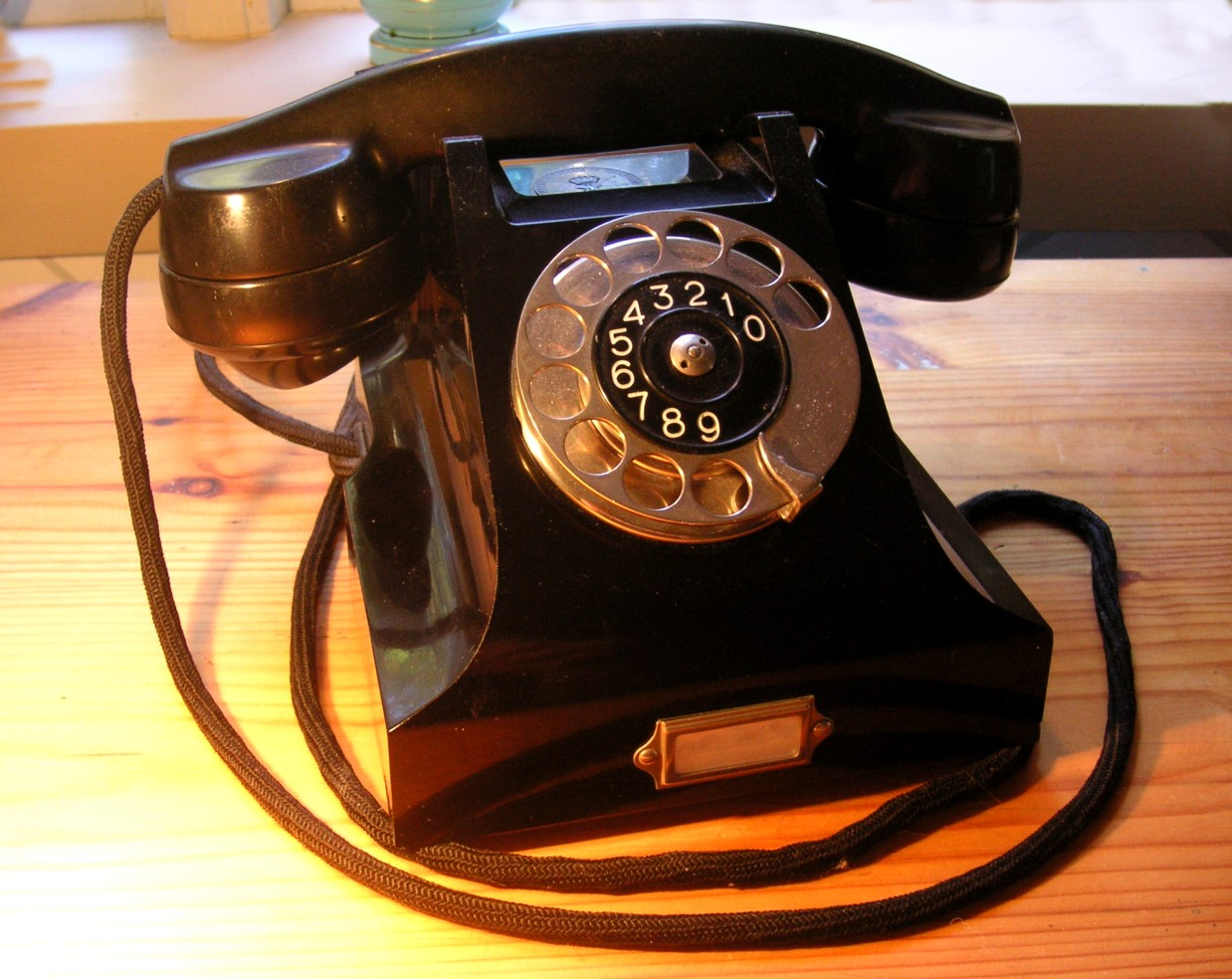
Tillverkningen av Ericssons storsäljande bakelittelefon från 1931 kunde ske helt med egna komponenter efter att Ericsson tagit kontrollen över AB Alpha, Sveriges första plasttillverkare.

Den 18 augusti 1927 tecknade Ericsson en 40-årig koncession med den turkiska regeringen, gällande telefonförbindelser mellan de viktigaste städerna i Turkiet. År 1928 köpte Ericsson Sieverts Kabelverk i Sundbyberg och slog samman denna verksamhet med den egna kabeltillverkningen, och året efter köpte man AB Alpha, som främst tillverkade testinstrument och konstruktionsdetaljer av bakelit.
Ericssons VD sedan 1922, Karl Fredrik Wincrantz, ville öka sitt inflytande över företaget och ökade tillsammans med den kände finansmannen Ivar Kreuger successivt ägarandelen i bolaget via ägarbolaget Ängsvik. 1930 kom det dock till en brytning mellan de två vilket slutade med att Kreuger köpte ut Wincrantz’ aktier. Kreuger var vid denna tid djupt engagerad i många andra finansiella transaktioner och sålde redan 1931 vidare en stor aktiepost (35 procent) i L.M. Ericsson till huvudkonkurrenten ITT. ITT var sedan storägare fram till 1960. Efter Kreugerkraschen kom de tre huvudägarna ITT, Wallenbergägda Stockholms Enskilda Bank och Handelsbanken överens om att ge Wallenbergsfären en ledande roll.

### Midsommarkransen

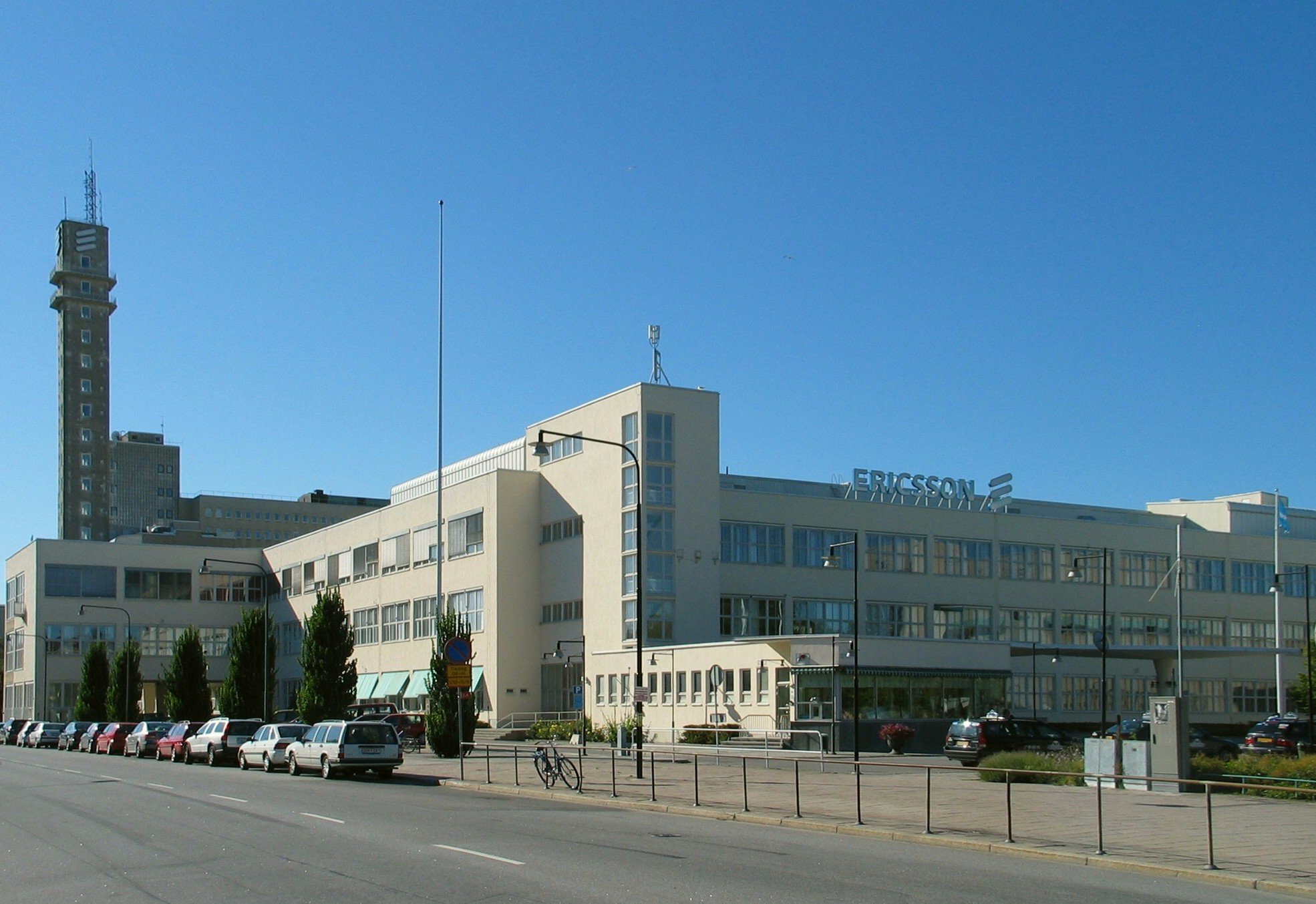
Ericssons tidigare huvudkontor och fabrik vid Telefonplan, se LM Ericsson-byggnaden.

Under 1930-talets senare hälft flyttade företaget från Stockholm till det då fortfarande oexploaterade området Midsommarkransen. LM Ericssons moderna fabrik kom att dominera området för decennier framåt med den så kallade Ericssonandan och skapandet av en slags Ericssonstad, LM-staden (jämför med Siemensstadt i Berlin). Företaget var även mån om att stödja de anställdas fritidsaktiviteter, bland annat genom fritidsklubbarna, som till exempel LM Ericssons Fotoklubb och Ericssons Film- och Videoklubb. Under 1960-talet drogs tunnelbanan ut till Midsommarkransen och stationen fick namnet Telefonplan.
Från 1940-talet utvecklade LM Ericsson koordinatväljartekniken för stora telefonväxlar, inspirerade av de koordinatväljare som sedan 1926 utnyttjats av Telegrafverket, till att börja i mindre svenska telefonstationer, och efter 1938 även i större stationer. Koordinatväljarna kom från år 1950 successivt att ersätta den långsammare 500-väljaren som den dominerande tekniken i telefonväxlar levererade av LM Ericsson till den internationella marknaden, men inte på hemmamarknaden. Televerket behöll LM Ericssons 500-väljare på de stationer där de införts fram till digitaliseringen, men använde aldrig deras koordinatväljarsystem, utan enbart sitt eget system, på övriga stationer.

### Fler orter
Under upptakten till andra världskriget agerade Ericsson tillsammans med andra svenska företag för att göra den svenska marknaden självförsörjande på komponenter för telefoni och radiosystem. Den mest uppenbara åtgärden var att starta tillverkning av elektronrör genom grundandet av Svenska Elektronrör AB.
Vid andra världskrigets slut hade Ericsson cirka 5 000 anställda och nästan alla arbetade på anläggningar i antingen Midsommarkransen eller Älvsjö. Svensk industri hade möjlighet att växa på exportsidan under uppbyggnaden av de länder som varit i krig. Ericsson kunde inte expandera i Stockholm, dels för att det var brist på plats och arbetskraft men också för att det var svårt att få byggnadstillstånd i Stockholm. Man valde därför att undersöka möjligheten att etablera fabriker på orter där det fanns arbetskraft och tillgång till mark. Den första sålunda utlokaliserade fabriken startades i Katrineholm 1946. I slutet av 1946 besökte några representanter från LME Frövi, Sundsvall, Söderhamn, Karlskrona och Kalmar för att se hur de olika städerna skulle passa för att expandera LME. Efter att för- och nackdelar diskuterats bestämde man sig för att 1948 öppna en fabrik i Söderhamn och sedan också i Karlskrona.
År 1947 tog Ericsson kontrollen över kondensatortillverkaren RIFA i Gränna, bildad 1942. Rifa kom senare att starta halvledartillverkning i Kista.

### Verksamhet i Karlskrona

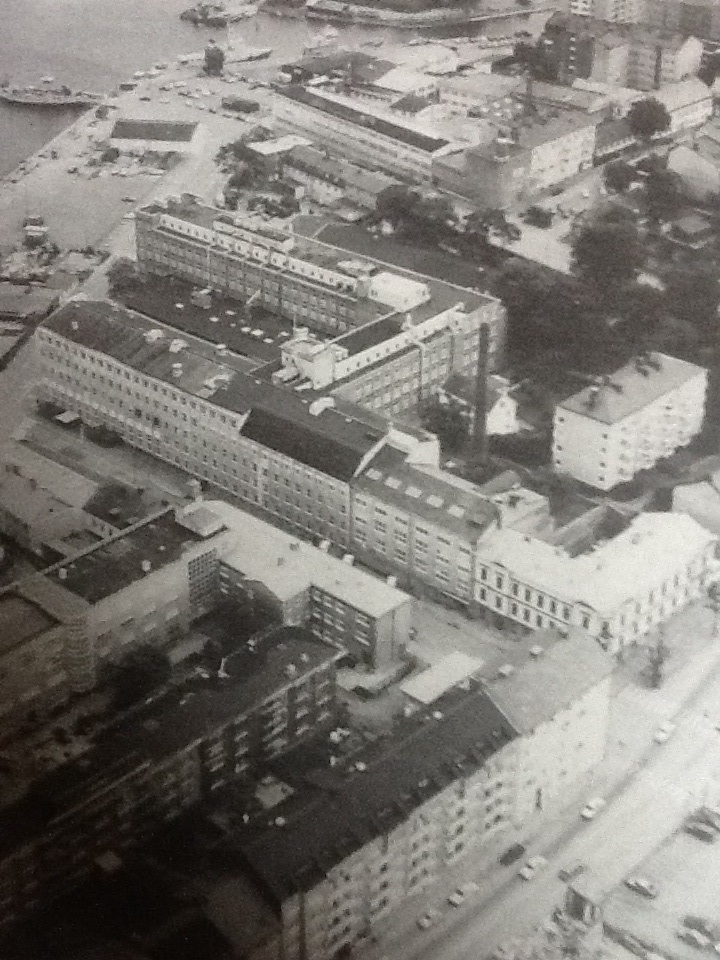
I 46 år ledde Ericsson större delen av sin verksamhet i Karlskrona, Blekinge från Ölandsgatan.

Ericsson flyttade några av sina fabriker till Karlskrona efter andra världskriget. Till en början fanns cirka 50 anställda i Karlskrona och de flesta beställningarna av telefoner kom från Sverige. Idag har Ericsson ingen fabrik i Karlskrona men ett kontor på samma ställe som 1947.
LM Ericsson erbjöds att överta Tobaksmonopolets tidigare snusfabrik som låg på Ölandsgatan vid handelshamnen på Trossös östra sida. Till denna lokal flyttades Midsommarkransens telefonmontering den 3 mars 1947. En dubbelt så stor satsning gjordes i Karlskrona jämfört med Söderhamn. Investeringarna uppgick till 7,2 Mkr.
I slutet av 1948 fanns cirka 400 anställda och antalet anställda ökade sakta. De 400 anställda tillverkade 5 000 telefonapparater per vecka. Före julen 1949 sade LME upp 120 anställda då få beställningar kommit in. Detta varade inte länge och nästan alla var tillbaka och arbetade några månader senare. Därefter började en bra period för företaget som växte och 1974 hade företaget 3491 anställda i hela Blekinge och företaget fortsatte att växa fram till 1976. Runt 1970 sjönk beställningarna på elektromekaniska telefonstationer och istället ökade efterfrågan på koordinatväljaren. LME i Karlskrona klarade av förändringen och började tillverka koordinatväljare. År 1980 hade antalet anställda i Blekinge sjunkit till 2611 personer då beställningarna åter hade minskat.

#### Produkter

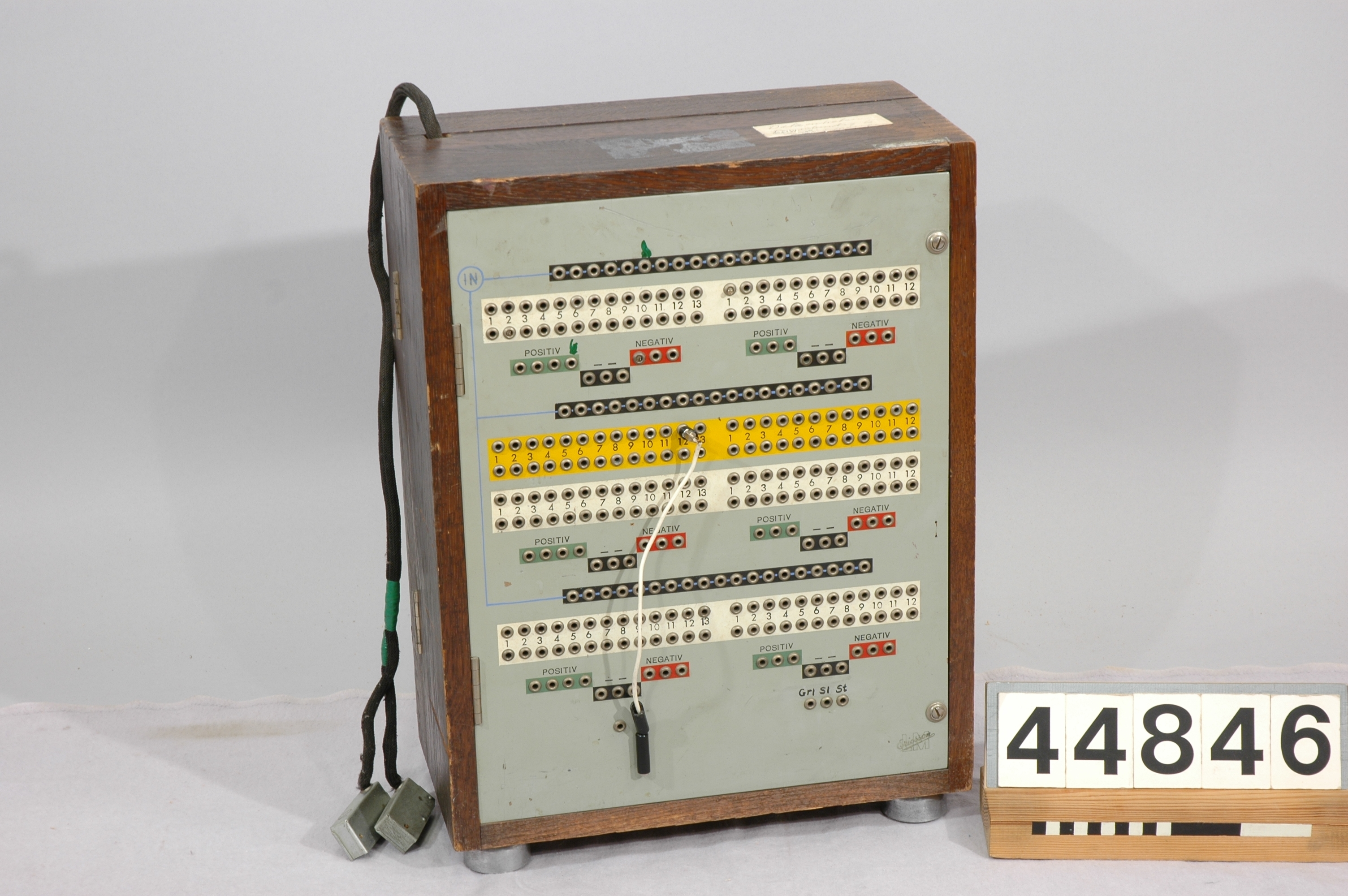
Reläsatsen för Carl Lamms citograf var instrumentell för införandet av personnummer i Sverige och tillverkades av LM Ericsson.

Några av de produkter som tillverkades i Karlskronafabrikerna var telefonapparater, elmätare, handmikrotelefoner, klockor, mikrofoner, hörtelefoner, bröst- och hörtelefoner, huvudmikrofoner, induktorer och koordinatväljare.

#### Påverkan på människor och samhälle
Då Ericsson byggde ut verksamheten i Karlskrona genomgick staden en betydande förändring. Från att ha relativt få fabriker till att ha betydligt flera, genomgick Karlskrona en industrialisering, vilket ledde till nya arbetstillfällen; omkring 130 per år under 27 års tid.
Ericsson anställde också kvinnor, vilket var mindre vanligt då kvinnor på den tiden ofta var hemma och tog hand om hushåll och familj. När allt fler kvinnor i samhället fick arbete blev det mer accepterat att de fick göra karriär och tjäna pengar.
Praktikplatser erbjöds till de studenter som gick på Karlskronas Tekniska Läroverk vilka ofta ledde till anställning. Ericsson erbjöd sig att låta ingenjörer undervisa på läroverket om en teleteknisk linje inrättades, vilket också skedde.
Det var under denna tid vanligt att man gick i sina föräldrars fotspår. Om föräldrarna arbetat på Ericsson var det troligt att deras barn också skulle göra det.
Man hade även ett utbytesprogram där de som ville kunde åka till annat land och arbeta på en Ericssonfabrik där. En person från denna fabrik övertog den vakanta platsen i Sverige.

### 1950-talet - Diversifierade produkter

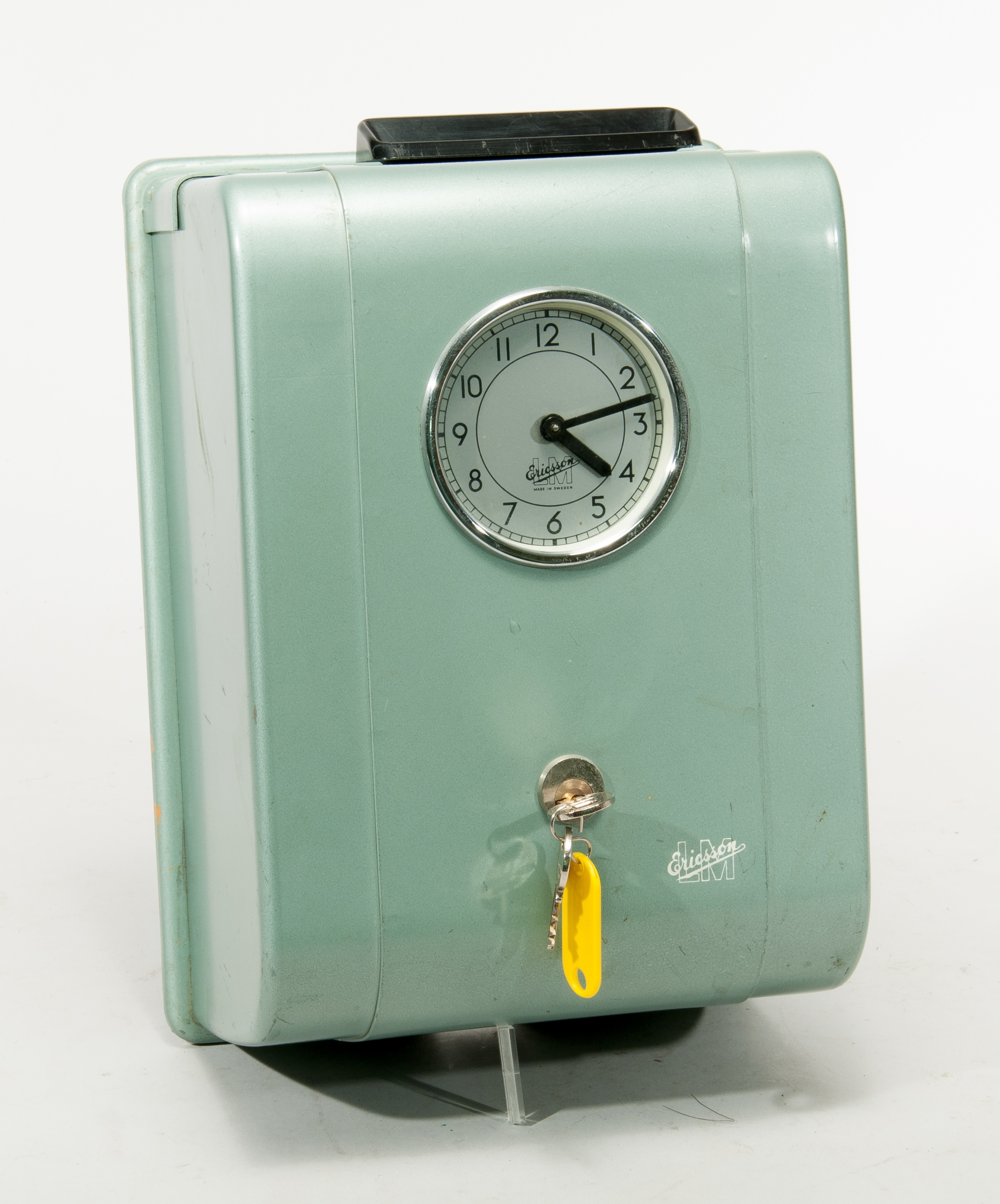
Stämpelur från LM Ericsson från 1950-talet.

Under 1950-talet började Ericsson utöver telefonväxlar och telefoner att tillverka mycket blandade produkter relaterade till signaler, information och kommunikation. Däribland:
- Hjulbalanseringsinstrument (LM Ericssons mätinstrument AB)
- Strömbrytare (strömställare), reläer och kondensatorer genom uppköpet år 1949 av AB Alpha och ägarskapet i RIFA
- Parkeringsautomater
- Signalsystem för tåg
- Centralur
- Stämpelur
- Personsökaren femklövern och frånvaroindikatorer för fabriker och kontor
- Många telefonapparater som den berömda Ericofon
- Elmätare
- Trafiksignaler
- Grammofoner, radioapparater och TV-apparater via det majoritetsägda Svenska Radioaktiebolaget

### 1960-talet – Statsstöd för glesbygdsetablering

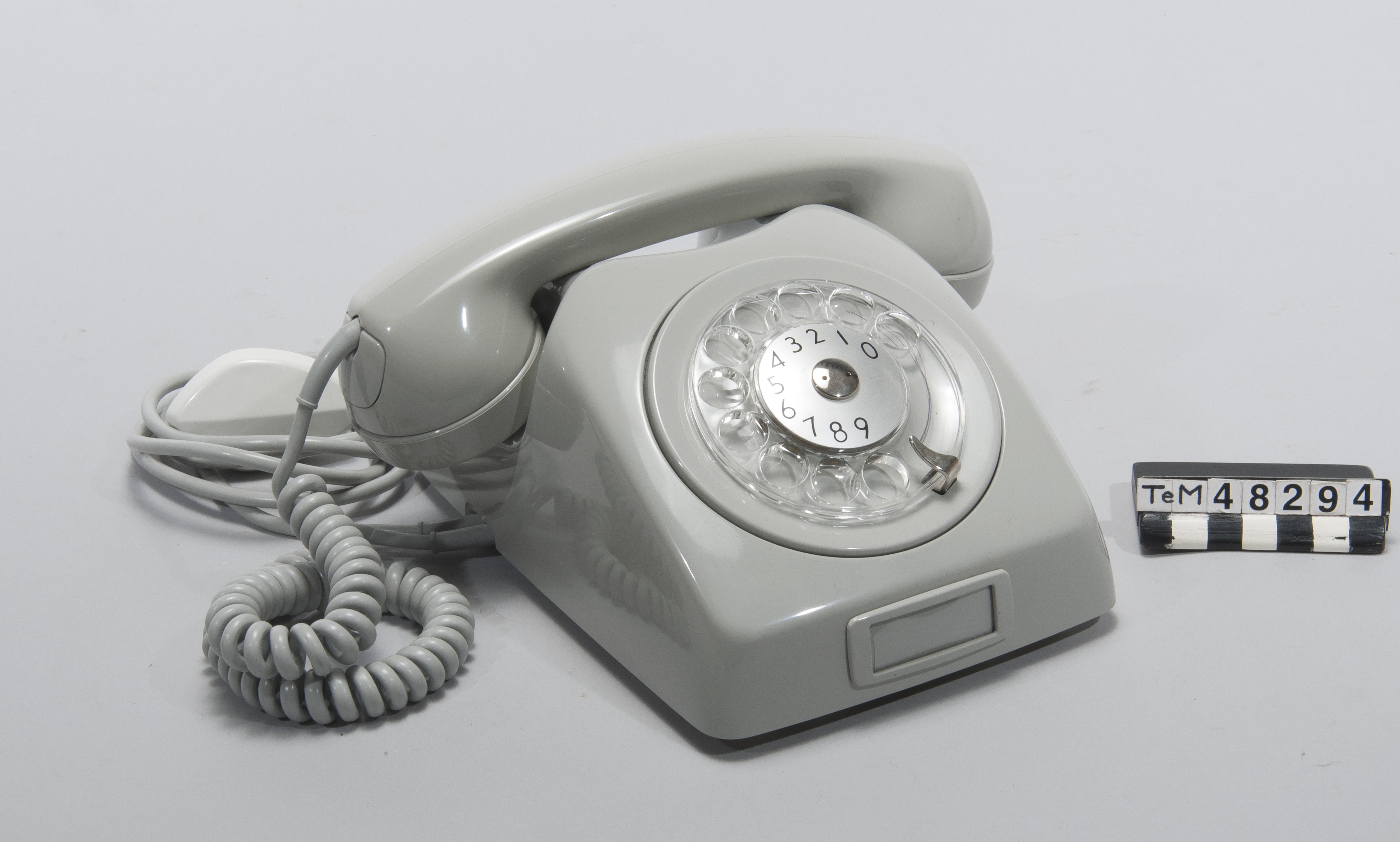
Ericsson Dialog var en telefonmodell som introducerades 1962 och som användes i merparten av svenska hushåll med telefon under flera decennier.

Det blev svensk glesbygdspolitik att förmå Ericsson att satsa runt om i landet. På 1960-talet gavs stöd för etablering i till exempel Norrbotten. Satsningar med statsstöd blev det också i Gränna, Kalmar och Mölndal. På bara åtta år öppnades hela tolv nya fabriker runt om i landet: Olofström, Visby, Ronneby, Norrköping, Kristianstad, Ingelsta, Oskarshamn och Vedeby i sydöstra Sverige samt Delsbo, Östersund, Hudiksvall och Piteå norrut.

### 1970-talet – AXE-eran tar sin början
1970-talets stora projekt var AXE-systemet. AXE var en av de första datorstyrda telefonväxlarna och blev en enorm framgång. AXE vidareutvecklas även på 2000-talet och är idag världens mest spridda telefonisystem. Nya versioner av AXE hanterade infrastrukturen för alla de mobiltelefonistandarder som kom åren efter, till exempel NMT (1G), GSM (2G) och UMTS (3G).

### 1980-talet

#### Ny logotyp
Den gamla Ericsson-logotypen med bokstäverna LM med "Ericsson" i skrivstil ovanpå som använts sedan 1939 byttes år 1981 mot den moderniserade variant med texten "ERICSSON" och ett stiliserat E som används än idag. Den nya logotypen formgavs av Allied International Designers Ltd. i Storbritannien.

#### Fusionen med Datasaab

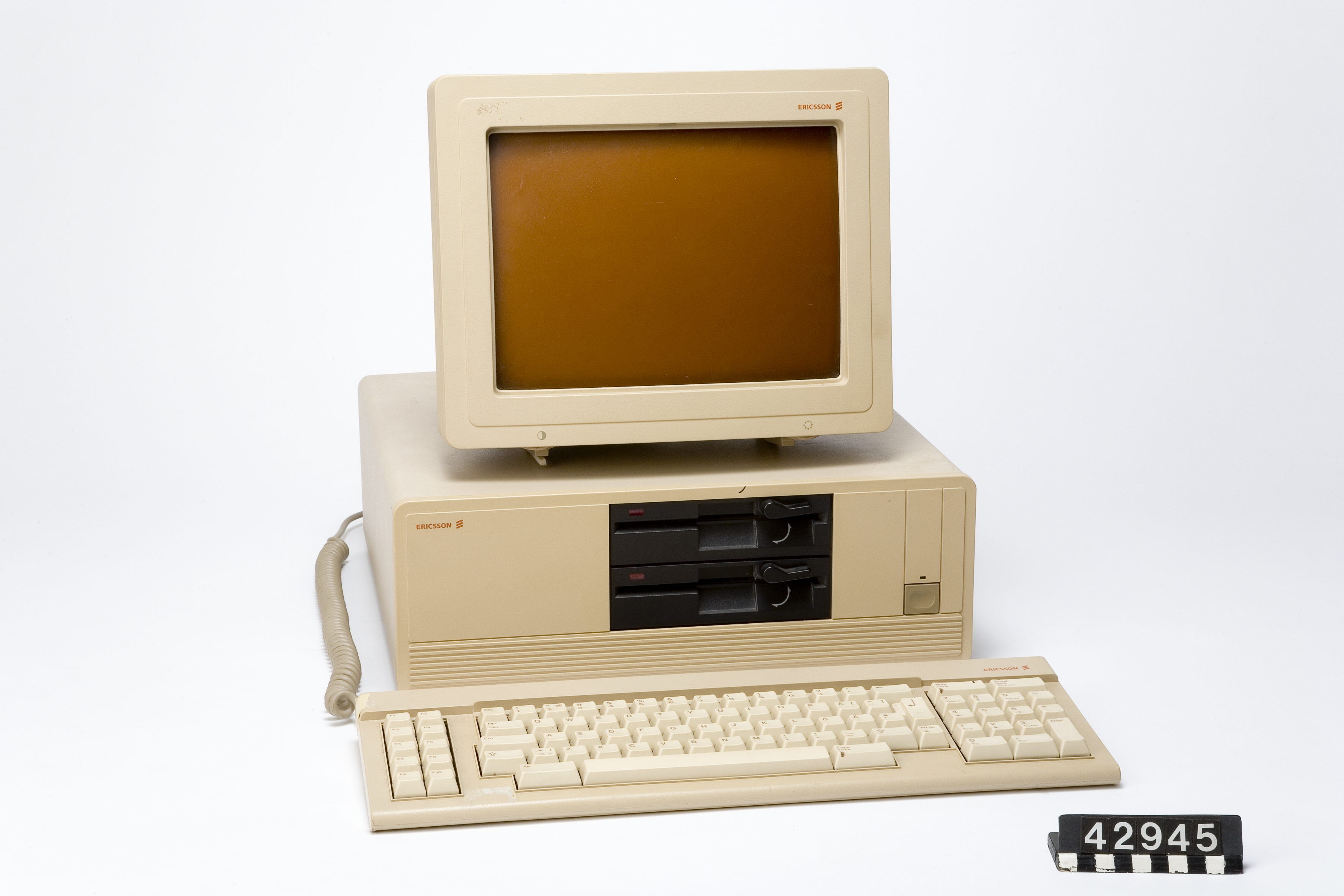
Ericsson PC from 1984 från Tekniska museets samlingar

I början av 1980-talet blev Datasaab olönsamt samtidigt som Ericsson fick ett ökat intresse för informationsprodukter i samband med utvecklingen av abonnentväxeln MD110. Som ett resultat ingick Datasaab i en fusion med Ericsson den 1 januari 1981, vilket berörde 3 900 Datasaab-anställda. 90,5 procent av bolaget gick up i Ericsson och resterande 9,5 procent överfördes till Televerkets dotterbolag Teleinvest. År 1985 köptes även de sista 9,5 procenten från Teleinvest och hela före detta Datasaab ägdes av Ericsson. Den före detta Datasaab-avdelningen bildade bolaget Ericsson Information Systems (EIS) sommaren 1981, förutom flygtrafikdelen från före detta Stansaab som istället införlivades med dotterbolaget SRA Communications (senare Ericsson Radio Systems). Bolaget EIS fick förvalta minidatorerna i Serie 2000 och utvecklade även en serie med PC-kompatibla persondatorer. Ericsson var även generalagent för Sun Microsystems under 1980-talet. Som en effekt av fusionen med Datasaab fick Ericsson hantera eftermälet till Datasaabaffären och betala 3,15 miljoner dollar i böter för Datasaabs exportöverträdelser.

#### Införlivandet av Facit AB
Den 1 januari 1983 uppgick den svenska delen av Facit AB i Ericsson Information Systems (EIS). Facit hade då cirka 1400 anställda i 13 länder, varav 350 i Sverige. Bland införlivade produkter fanns vid tillfället bordskalkylatorer, skrivmaskiner som Facit 8111, kontorsdatorer som t.ex. Facit DTC6500 (detta var emellertid en OEM-produkt och i grunden en ABC 800 utvecklad av Dataindustrier AB) och matrisskrivare, samt hålremsstansar som Facit 4070. Facit behärskade vid detta tillfälle 10 procent av världsmarknaden för skrivmaskiner och bedrev ännu aktiv produktutveckling av dessa. I Facitkoncernen ingick även blankettillverkaren Zäta Tryckerierna AB.

#### Avyttrandet av datorverksamheten
Ericssons satsning på datorer föll inte väl ut, och Ericsson Information Systems gjorde en förlust på 806 miljoner kronor år 1985. Som en effekt flyttades delar av verksamheten till andra delar av företaget, men förlusterna fortsatte. I april 1988 såldes hela datorverksamheten, huvudsakligen innefattande såväl före detta Datasaab som Facit, till Nokia. Nokia bildade Nokia Data för att förvalta verksamheten, men sålde redan 1990 hela denna verksamhet till ICL, som i sin tur sålde den till Fujitsu år 2002.

#### Halvledarutveckling

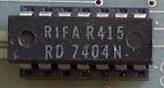
RIFA 7404 integrerad krets.

I det helägda dotterbolaget RIFA byggde Ericsson under 1980-talet successivt upp kompetensen för utveckling av halvledare och ASIC, applikationsspecifika integrerade kretsar, framför allt genom samarbetsavtal med Advanced Micro Devices och Texas Instruments som gav Ericsson tillgång till submikronteknologi för den halvledarfabrik som byggts i Kista. I och med det allt större inslaget av digital teknik blev denna verksamhet allt viktigare för Ericsson. Den del av RIFA som utvecklade och tillverkade av kondensatorer inklusive fabrikerna i Kalmar och Gränna såldes år 1988 och verksamheten som var inriktad på integrerade kretsar och kraftelektronik fick namnet Ericsson Components.

#### Ericsson Cables
Dotterbolaget Sieverts Kabelverk startade under 1960-talet verksamhet i Falun och Hudiksvall. I början av 1980-talet drabbades kabelverket av oljekrisen och fick till följd av detta stänga fabrikerna i Piteå och Sundbyberg. Årsskiftet 1984–1985 slog Ericsson samman det gamla anrika företaget Sieverts Kabelverk med Bofa AB, som grundats 1952 i Kungsbacka, och skapade således Ericsson Cables AB. År 1988 firade Ericsson Cables 100-årsjubileum som den äldsta ännu aktiva delen av företaget.

#### Saudi Ericsson
Saudi Ericsson grundades den 1 juli 1980, som ett samriskföretag mellan E. A. Juffali & Brothers och L.M Ericsson of Sweden. Företaget har i sin tur underföretag i Riyadh, Jeddah och Damman.

#### Infrastruktur för telefonväxlar
Efter framgången med AXE sökte Ericsson uppgradera sin växelteknik och bibehålla sin relevans på växelmarknaden. Därför blev AXE-N åren 1987–1995 koncernens största enskilda projekt. Projektet havererade 1994 och avbröts helt 1995.
Som ersättning för de stora AXE-N-produkterna utvecklades snart istället en mindre, lättviktig variant kallad AXD. Mobilnätsystemen för 3G och framåt som levereras av Ericsson än idag är i huvudsak baserade på telekomplattformen CPP, där datatjänster är baserade på Ericssons ATM-implementation.

### 1990-talet

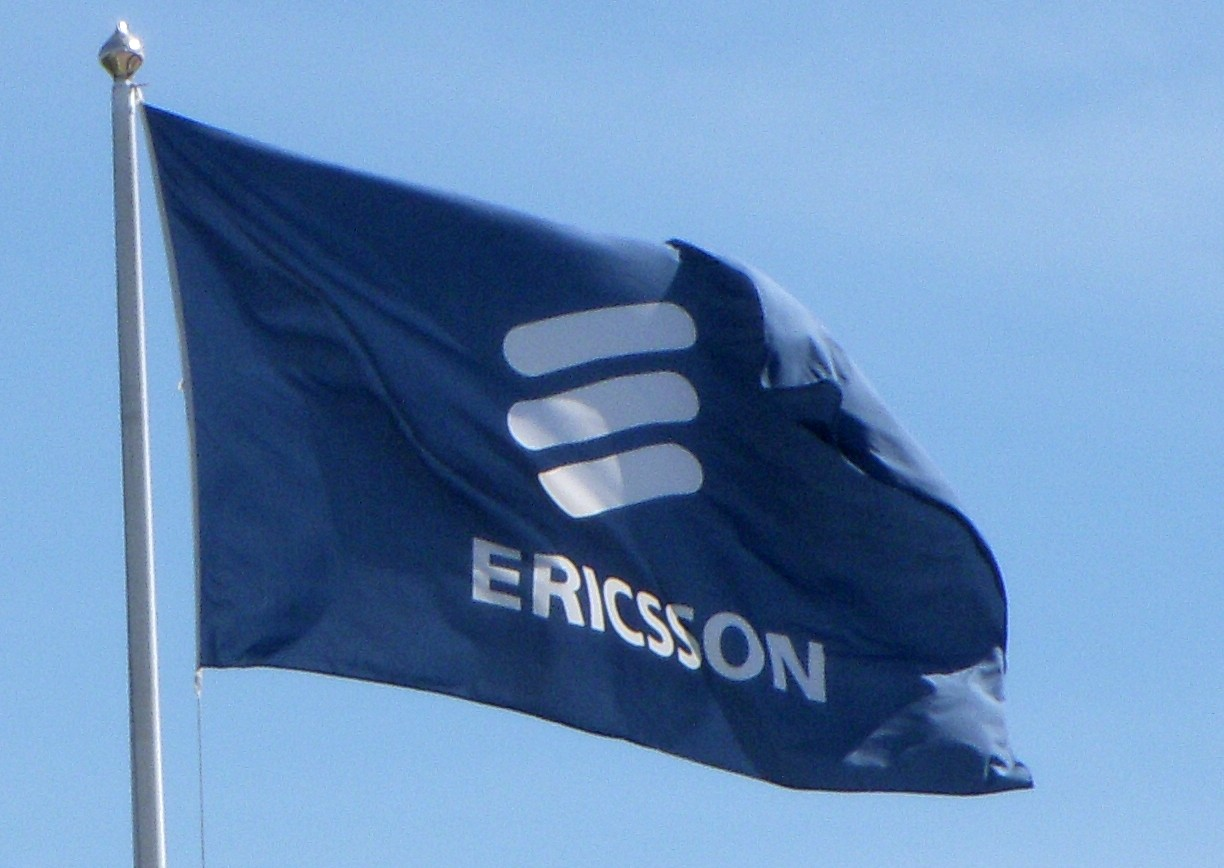
Ericssons flagga.

#### Ericsson Radio Systems
Under mitten av 1990-talet expanderade Ericsson kraftigt. Huvuddelen av expansionen skedde inom bolaget Ericsson Radio Systems som tidigt börjat bygga upp en kunskapsbas för mobiltelefoni, för såväl basstationer och telefoner. Stora affärer med Saudiarabien och ett aktivt arbete med standardisering av systemen NMT och GSM bäddade för framgångarna. År 1988 uppgav Ericsson att man behärskade 40 procent av världsmarknaden för mobiltelefonisystem.
Ericssons framgångar inom mobila system brukar till stor del förklaras med AXE-växeln och (i fallet NMT) de nordiska Televerkens beställarkompetens. Gunnar Eliasson har framfört tesen att Ericssons framgångar med GSM var helt beroende av den digitala truppradio som utvecklades av Ericsson Radio Systems från slutet av 1970-talet, som givit upphov till kunnande inom frekvenshoppteknik, felrättande kodning, TDMA-system och kryptering samt anslutande militära projekt som EriEye som givit ett stort kunnande inom antennteknik.

#### Ericsson Mobile Communications
Under 1990-talet blev Ericsson en av världens ledande mobiltelefontillverkare. Denna verksamhet var centrerad kring Lund, där kontoret ursprungligen startas av Ericsson Radio Systems (ERA) år 1983 genom att flytta forsknings- och utvecklingsavdelningen från Svenska Radioaktiebolaget (SRA) till Ideon. Från denna punkt bedrevs en högfokuserad utveckling av "terminaler", dvs mobiltelefoner för NMT och efterföljande system. En del av Ericsson Information Systems (EIS) överfördes Ericsson Radio Systems i januari 1987, efter att lanseringen av datorprodukterna slagit fel. År 1987 lanserades telefonen HotLine Pocket som utvecklats på kort tid. År 1989 presenterades den kompakta telefonen NH 72 (internt kallad Olivia) med en vikt på 420 gram.
År 1989 bildade man tillsammans med General Electric ett samägt bolag för att ta kontroll över den amerikanska marknaden, vilket inte föll särskilt väl ut, men faktureringen och vinsterna fortsatte ändå att öka. År 1994 tog Ericsson kontrollen över det gemensamma bolaget och döpte om det till Ericsson Mobile Communications (ECS). Detta bolag omfattade allt från utveckling av plattformar till design av telefonernas mekanik och utseende, samt masstillverkning.
År 1991 erbjöds Ericsson att köpa Nokia som var inne i en ekonomisk svacka. Förhandlingarna gick långt men strandade på att Ericsson inte ville köpa Nokias förlustbringande TV-verksamhet.
Under IT-boomen gjorde Ericsson 1998 sitt dittills bästa resultat någonsin; vinst på 13 miljarder kronor och en omsättning på 184 miljarder kronor. Ett år senare hade vinsten minskat betydligt och Ericsson redovisade en förlust på drygt 70 kronor för varje såld mobiltelefon.

### 2000-talet

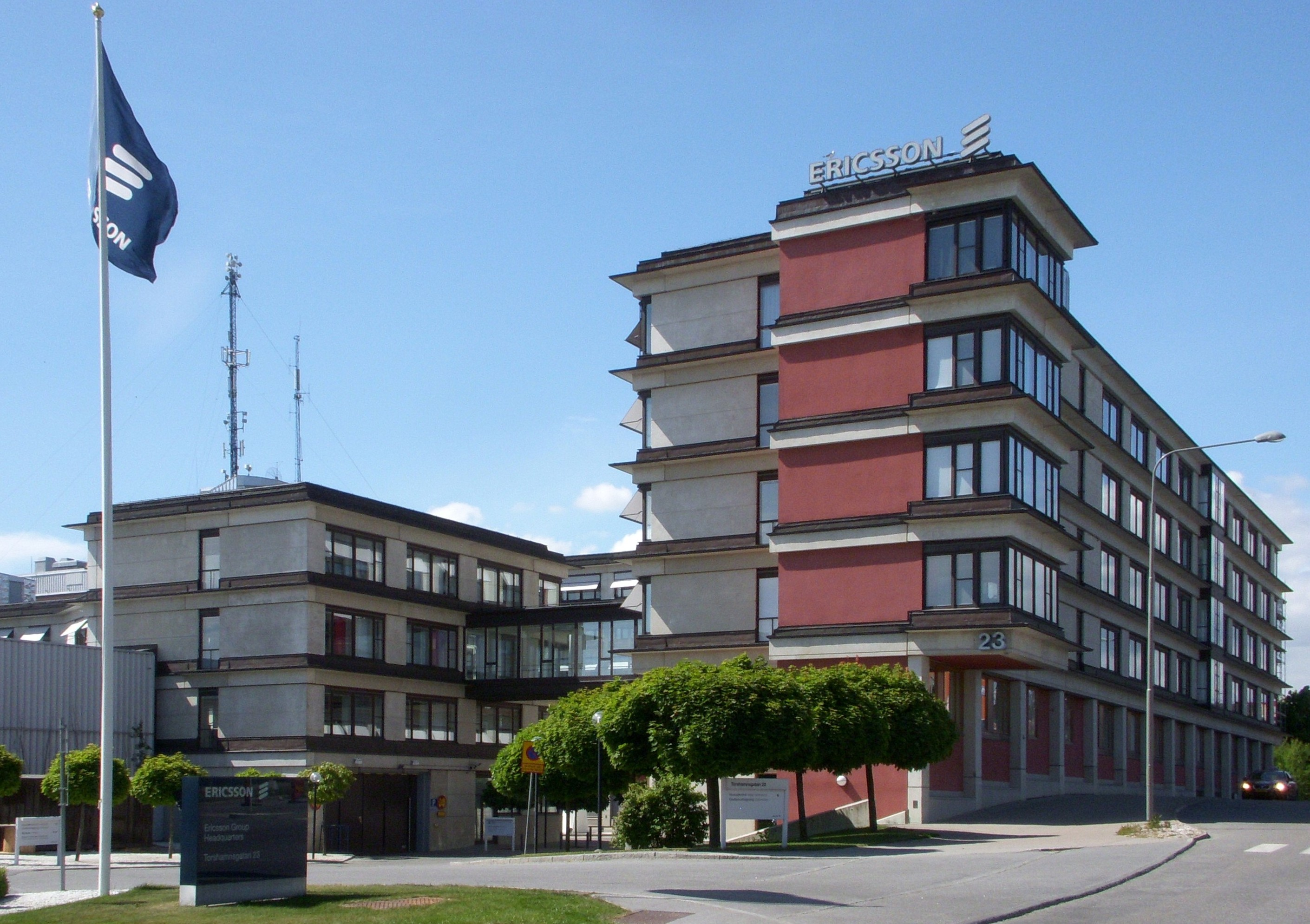
Ericssons huvudkontor sedan 2003 i Kista.

#### Telekomkrisen 2000–2004
Förväntningarna på mobilt internet och introduceringen av 3G-nätet att gjorde att Ericssons börsvärde ökade kraftigt i värde: mellan den 22 oktober 1999 och den 6 mars år 2000 ökade företagets värde med 195% och uppskattades då till 1 800 miljarder kronor och nära 40 procent av Stockholmsbörsens totala värde strax innan IT-bubblan sprack.
Under en period vid början av 2000-talet hade Ericsson som mest 107 000 anställda men sade upp 55 000 åren därefter (varav 20 000 i Sverige) i olika omstruktureringsprogram, med hänvisning till minskad försäljning i samband med den så kallade telekomkrisen. 2000 sålde Ericsson sin fabrik i Östersund till Solectron. År 2001 gjorde Ericsson en förlust på över 30 miljarder kronor, vilket ledde till drastiska förändringar i organisationen, bland annat såldes Ericsson Microelectronics AB till huvudsakligen tyska Infineon.
År 2002 var krisen ännu djupare, och kunderna var allvarligt oroade över Ericssons finansiella stabilitet, vilket var farligt då telekomutrustning är en långsiktig investering som kräver en aktiv leverantör som kan bistå med service och uppgraderingar över lång tid. Ericsson gjorde flera olika besparingsprogram omfattande totalt cirka 50 miljarder kronor, och en nyemission garanterad av Investor och Industrivärden på cirka 30 miljarder kronor för att återställa finanserna. Nyemissionen mer än fördubblade antalet aktier till cirka 16 miljarder och minskade kraftigt värdet på Ericssonaktien. Periodvis spekulerades det i pressen att Ericssons finanser var så dåliga att företaget riskerade att gå i konkurs. Michael Treschow anger att Ericsson vid ett tillfälle hade en marginal på blott 3 veckor att få in pengar från nyemissionen innan man hade blivit tvungna att ställa in betalningarna.
År 2002 slogs bolaget Ericsson Radio Systems AB samman med 19 mindre bolag i koncernen för att spara pengar, och bytte i samband med detta namn till kort och gott Ericsson AB.
Ericssons nya styrelseordförande Michael Treschow hade till skillnad från sina företrädare goda relationer med Regeringen Persson. Uppsägningarna i Ericsson påverkade sysselsättningen i Sverige så mycket att VD Kurt Hellström var tvungen att personligen ringa dåvarande statsministern Göran Persson före varje neddragningsbesked. Regeringen tillsatte också en egen kontaktperson, Hans Karlsson, som följde upp effekterna på sysselsättningen på de platser där Ericsson drog ned som mest.
En viktig metod att sänka kostnaderna var outsourcing. Först fick Coor ta över stora delar av Ericssons fastighetsskötsel och passersystem, som man tidigare skött själva. Ericsson flyttade sedan också ut den tidigare interna IS/IT-verksamheten till IBM (IS, informationssystem exempelvis applikationer och tjänster) och Hewlett-Packard (IT, informationsteknik t.ex. laptops och arbetsstationer) vilket minskade kostnaderna för IS/IT med cirka 50 procent. Man införde även ett strikt centraliserat och enhetligt redovisningssystem med tyska SAP som leverantör.
Kvartalsrapporten måndagen den 3 februari 2003 visade på fortsatt vikande försäljning och en förlust på 21 miljarder kronor. Den 6 februari 2003 annonserade Ericsson att Carl-Henrik Svanberg skulle bli ny VD för Ericsson. Det var första gången sedan 1942 som Ericsson rekryterat en extern VD, och detta kom delvis att uppfattas som att ägarna tappat förtroendet för Ericssons ledning. Svanberg genomförde ännu ett besparingsprogram omfattande ytterligare 13 miljarder, och samtidigt som man redovisade en förlust med 11 miljarder kronor för år 2003, kunde man ändå visa vinst efter att omstruktureringskostnaderna som var en följd av besparingsprogrammen räknats bort. År 2004 repade sig företaget och man redovisade en vinst på 29 miljarder kronor. De produkter som drev fram tillväxten var teknik för 3G och förnyade investeringar i teknik för GSM. Även samriskföretaget SonyEricsson gick med vinst.
På årsstämman den 31 augusti 2004 reformerades rösträtten för Ericssons aktier: innan reformen gav en B-aktie en tusendels röst och en A-aktie en röst. Efter reformen gav en B-aktie en tiondels röst, och de blev därmed 100 gånger röststarkare. Huvudägarna Investor och Industrivärden behöll sitt grepp om företaget med 20 procent av rösterna men bara 5 procent av aktiekapitalet.

#### Sony Ericsson, Ericsson Mobile Platforms, ST-Ericsson

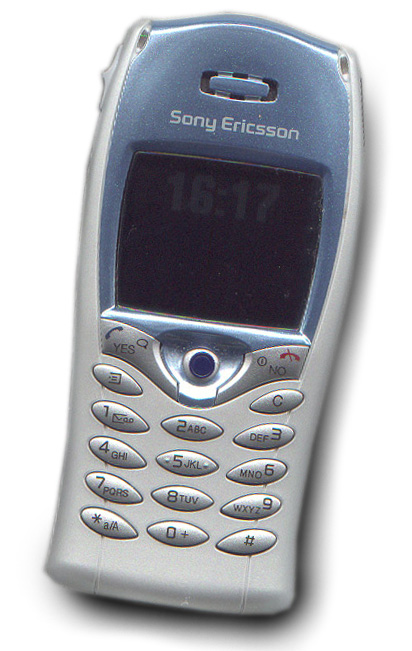
SE-T68i var den första telefonen som lanserades av SonyEricsson.

Ericsson Mobile Communications gjorde stora förluster under telekomkrisen, och som ett resultat av detta delades detta bolag år 2001 i två delar:
- Tillverkning och design av mobiltelefoner överfördes år 2001 till företaget Sony Ericsson Mobile Communications som samägdes med hemelektroniktillverkaren Sony.[55] Sony Ericsson hade vid bildandet cirka 3 500 anställda.
- Mobilplattformar, det vill säga mjukvara och hårdvara som bildar grundstommen i mobiltelefoner, överfördes till ett nytt bolag kallat Ericsson Mobile Platforms (EMP). Några av kunderna var Flextronics, HTC, LG, NEC, Sagem, Sharp och naturligtvis Sony Ericsson. Huvudfokus inom detta bolag kom att ligga på utveckling av en mobilplattform för tredje generationens mobiltelefoni, UMTS.[56]

Mellan 2001 och 2012 ägde Ericsson tillsammans med Sony mobiltelefontillverkaren Sony Ericsson. Åren 2005–2007 gjorde Sony Ericsson stora vinster, 5 miljarder 2005 och 15 miljarder 2007, och var då ett av de mest lönsamma företagen i hela Wallenbergsfären trots att bara hälften av vinsten gick till dotterbolaget Ericsson. Apples intrång på Sony Ericssons marknad med Iphone år 2007 ledde emellertid till stora förluster för företaget, som därefter drogs med konstanta lönsamhetsproblem, till stor del beroende på oförmåga att ställa om till operativsystemet Android snabbt nog.
I februari 2012 meddelade Sony att de slutfört köpet av Ericssons halva av Sony Ericsson, som därmed bytte namn till Sony Mobile Communications. Vid denna tidpunkt hade bolaget cirka 8 000 anställda globalt. Avyttrandet av Sony Ericsson omfattade utvecklingen och tillverkningen av mobiltelefoner.
Den 12 februari 2009 meddelade Ericsson att bolaget Ericsson Mobile Platforms slogs samman med ST Microelectronics mobilplattformbolag ST-NXP Wireless, och därigenom bildade det nya samägda bolaget ST-Ericsson där Ericsson och ST Microelectronics ägde 50 procent vardera. Samarbetet sprack redan 2013 på grund av uteblivna produkter, och Ericsson återtog en del av verksamheten inriktad på LTE-modem för mobila enheter, och återförde cirka 1 800 personer till det nya bolaget Ericsson Modems.
Den 18 september 2014 meddelade Ericsson att modemverksamheten inom Ericsson Modems skulle läggas ned.

#### Kinesisk konkurrens och services 2005-2009
I början av 2005 blev det uppenbart att Huawei och till viss del även ZTE gjorde snabbt intrång på marknaden för telekomutrustning, speciellt basstationer för GSM och 3G men även för fasta tele- och datanät. Ericsson hade fram till detta skede haft en marknadsdominerande ställning och kunnat erbjuda lägre priser än konkurrenterna för att vinna upphandlingar bland de cirka 100 telekomoperatörer som fanns på världsmarknaden. Prispressen i branschen fick konkurrenterna att konsolidera och så uppstod Alcatel-Lucent och Nokia Siemens Networks.
Ett sätt för Ericsson att möta konkurrensen blev att erbjuda helhetslösningar för drift och service av telenät, så kallade managed services. Antal anställda och omsättning växte åter under 2007 bland annat tack vare en kraftig ökning av affärerna inom Global Services där telekomoperatörerna ofta flyttar delar av sin egen verksamhet till Ericsson.
År 2009 vann Ericsson Telia Soneras upphandling av 4G-nät i Sverige, men förlorade samtidigt upphandlingen i Norge, där Telia Sonera istället valde Huawei.

#### Avvecklingen av Ericsson Cables
År 2013 avvecklades Ericsson Cables genom att produktionen av telekabel såldes till Hexatronic Group, och kraftkabelverksamheten såldes till NKT Cables.

#### Företagsköp, samgåenden och samarbeten
Efter återhämtningen från Telekomkrisen expanderade Ericsson kraftigt genom uppköp. Mellan 2005 och 2015 köpte Ericsson 36 andra företag med sammanlagt cirka 24 000 anställda.

##### Köpet av Nortel Wireless
Den 25 juli 2009 meddelade Ericsson att man avsåg att köpa Nortels division för trådlös kommunikation, ett nätverksföretag i Nordamerika, som huvudsakligen byggde CDMA-nät. Enligt VD Carl-Henrik Svanberg skedde detta för att få tillgång till teknik rörande LTE, bland annat vissa patent. Köpet slutfördes den 13 november. Direkt efter detta köpte man även Nortels GSM-verksamhet, ett köp som avslutades den 1 april 2010. Man nöjde sig inte med detta utan köpte också Nortels multitjänst-växlar i mars 2011.

##### Lista över förvärv fram till 2007
Fram till och med 2007 förvärvade Ericsson företag till ett totalt pris av omkring 40 miljarder kronor. De största affärerna var köpen av Marconi (17 miljarder kronor), Redback (13 miljarder kronor) och Tandberg Television (10 miljarder kronor).
- Netspira Networks – spanskt mjukvaruföretag.
- Axxessit – norskt bolag med produkter för metro ethernet.
- Marconi – brittiskt bolag med produkter för den stora och tunga datatrafiken.
- Netwise – svenskt bolag som säljer ip-teknik för företag.
- Redback Networks – amerikanskt företag med ip-teknik för tal och tv via bredbandsnät.
- Entrisphere – amerikanskt företag som arbetar med fiberanslutningar, för bland annat hd-tv via bredband.
- Tandberg Television – norskt bolag med tv-teknik, numera med namnet Ericsson Television AS.
- Mobeon – svenskt bolag som arbetar med meddelandehantering.
- Distocraft – finskt företag inom performance management.
- Drutt – svenskt bolag som utvecklar Mobile Service Delivery Platform solutions.
- Torrent – amerikanskt bolag med high-end Gigabit-routers för publika IP-nätverk (1999 $450 million).
- TouchWave Inc. - amerikanskt bolag med IP-telefoni (1999 $46 million).
- LHS – tyskt företag inom mjukvaruutveckling och systemintegration för telekomoperatörer
- HyC – spanskt företag specialiserat på design och systemintegration av IPTV-nät.

##### Lista över förvärv, 2008–2012
Källa: Årsredovisningar.
| Datum   | Företag                                | Verksamhet | Köpeskilling       |
| ------- | -------------------------------------- | --- | ------------------ |
| 2008-03 | Mobeon                                 | Förvärv av aktier. |                    |
| 2009-05 | Bizitek                                | Turkisk integratör av affärsstödsystem.                                                                                     |                    |
| 2009-06 | Elcoteq                                | Estländskt tillverkningsföretag.                                                                                            |                    |
| 2009-11 | Nortel                                 | CDMA- och LTE-teknologi. |                    |
| 2010-01 | Pride                                  | Italienskt konsult- och systemintegrationsföretag                                                                           | EUR 66 miljoner    |
| 2010-03 | Nortel GSM                             | GSM-verksamheten inom Nortels Carrier Networks-division                                                                     | USD 79 miljoner    |
| 2010-06 | LG-Nortel                              | Nortels majoritetsandel i LG-Nortel                                                                                         | USD 234 miljoner   |
| 2010-09 | inCode                                 | Förvärv av vissa tillgångar. Affärskonsult- och konsulttjänster.                                                            | USD 12 miljoner    |
| 2010-12 | Optimi                                 | Nätverksoptimering och drift.                                                                                               | USD 99 miljoner    |
| 2011-03 | Nortels Multiservice Switch-verksamhet | Förvärv av vissa tillgångar.                                                                                                | USD 53 miljoner    |
| 2011-05 | GDNT                                   | Förvärv av vissa tillgångar som förstärker forskning och utveckling samt produktions- och tjänstekapacitet i Kina-regionen. | RMB 357 miljoner   |
| 2012-01 | Telcordia                              | Programvara och tjänster för drift-/affärsstödsystem.                                                                       | USD 1,15 miljarder |
| 2012-03 | Ericsson-LG                            | Ökad ägarandel från 50 procent + en aktie till 75 procent                                                                   |                    |
| 2012-04 | BelAir Networks                        | Telecom-grade Wi-Fi | USD 250 miljoner   |
| 2012-07 | Technicolor                            | Teknologi inom media och underhållningssektorn.                                                                             | EUR 20 miljoner    |
| 2012-09 | ConceptWave                            | Driftstödsystem/affärsstödsystem.                                                                                           | CAD 55 miljoner    |

## Militär materiel
Ericsson har tidigare tillverkat materiel för den svenska militären. Sambandsutrustningens klassiker den så kallade Fältapan (Fälttelefonapparat m/37) har följts av betydligt modernare system, till exempel 1970-talets giraffsystem för radarbevakning av luftrum. 
Under andra världskriget tillverkade Ericsson även automatvapen som till exempel 13,2 mm automatkanon m/39A. De gav också ritningarna för automatkanon m/39A till Finland för vidaretillverkning under fortsättningskriget.
Företaget har även tillverkat en hel del flyginstrument för flera svenska flygplan som till exempel Saab 32 Lansen och Saab 35 Draken.
I september 2006 såldes, enligt 2006 års årsredovisning, den militära verksamheten till Saab AB – kvar hos Ericsson finns idag bara en liten nätrelaterad verksamhet fokuserad på nationell och offentlig säkerhet.

## Organisation

### Affärsenheter
Från och med 1 april 2017 består Ericssonkoncernen av tre affärsenheter (Business Units)
- Networks
- Managed Services
- Digital Services

samt två enheter för verksamheten inom Media
- Ericsson Broadcast and Media Services
- Ericsson Media Solutions

Försäljningen är organiserad i fem marknadsområden (Market Areas)
- Nordamerika
- Europa och Latinamerika
- Mellanöstern och Afrika
- Nordöstra Asien
- Sydöstra Asien, Oceanien och Indien

Källa:

### Dotterbolag
- Ericsson AB tidigare Ericsson Radio Systems
- Ericsson-LG – telekommunikationsutrustning, samriskföretag med LG Electronics (50 procent).
- Ericsson Modems – halvledartillverkare
- Ericsson Microwave Systems AB såldes till Saab den 1 september 2006. Företaget fick då namnet Saab Microwave Systems, men heter numera Saab Electronic Defence Systems.

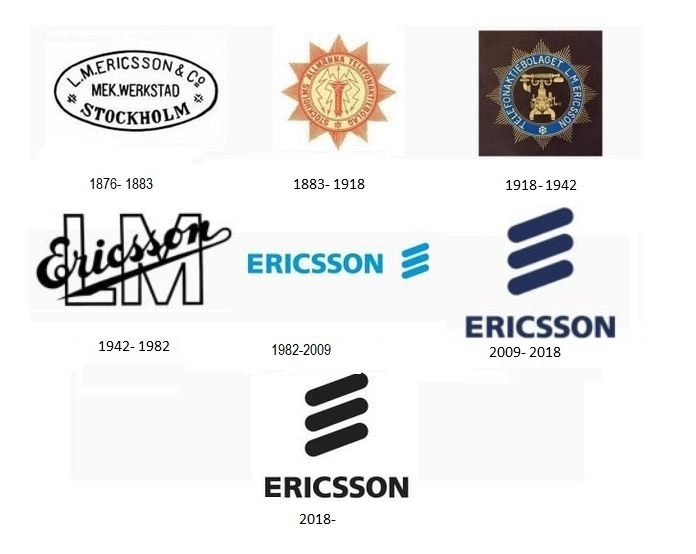
Ericssons logotyper.

### Företagsledning
Från och med 15 mars 2025 består företagsledningen av:
- Verkställande direktör och koncernchef, Börje Ekholm.[78]
- Förste vice verkställande direktör och Chef för affärsområde Networks, Per Narvinger.[94]
- Chief Operating Officer och Chef för affärsområde Technologies & New Businesses, Chris Houghton.[87]
- Chef för marknadsområde Europa, Mellanöstern och Afrika, Patrick Johansson.[94]
- Chef för marknadsområde Americas, Yossi Cohen.[94]
- Chef för marknadsområde Sydostasien, Oceanien och Indien, Andres Vincente[91].
- Chef för marknadsområde Nordostasien, Chafic Nassif.[90]
- Chef för affärsområde Cloud Software & Services, Jenny Lindqvist.[94]
- Chef för affärsområde Enterprise Wireless Solutions, Åsa Tamsons.[87]
- Chef för affärsområde Global Communications Platform, Niklas Heuveldop.[89]
- Finanschef och chef för koncernfunktion Finance, Lars Sandström.[88]
- Personaldirektör och chef för koncernfunktion People, Charlotte Levert.[93]
- Marknads- och kommunikationsdirektör och chef för koncernfunktion Marketing & Corporate Relations, Stella Medlicott.[95]
- Chefsjurist och chef för koncernfunktion Legal Affairs & Compliance, Scott Dresser.[83]
- Chief Technology Officer och chef för koncernfunktion Technology, Erik Ekudden.[82]
- Chef för koncernfunktionen Global Operations, Moti Gyamlani.[84]

### Verkställande direktörer
- (1876) 1896–1900: Lars Magnus Ericsson
- 1900–1909: Axel Boström
- 1909–1925: Hemming Johansson (delat ansvar 1918–1925)
- 1918–1922: Gottlieb Piltz (delat ansvar)
- 1922–1930: Karl Fredrik Wincrantz (delat ansvar 1922–1925)
- 1930–1932: Johan Grönberg
- 1933–1942: Hans Theobald Holm
- 1942–1953: Helge Ericson
- 1953–1964: Sven Ture Åberg
- 1964–1977: Björn Lundvall
- 1977–1990: Björn Svedberg
- 1990–1998: Lars Ramqvist
- 1998–1999: Sven-Christer Nilsson
- 1999–2002: Kurt Hellström
- 2003–2009: Carl-Henric Svanberg
- 2010–2016: Hans Vestberg
- 2016–2017: Jan Frykhammar (tillförordnad)[96]
- 2017– : Börje Ekholm

### Styrelseordförande
- 1896–1901: Lars Magnus Ericsson
- 1901–1916: Wilhelm Montelius
- 1916–1925: Arvid Lindman
- 1925–1930: Carl Ramström
- 1930–1933: Walter Ahlström
- 1933–1953: Waldemar Borgquist
- 1953–1977: Marcus Wallenberg
- 1977–1980: Björn Lundvall
- 1981–1990: Hans Werthén
- 1990–1998: Björn Svedberg
- 1998–2002: Lars Ramqvist
- 2002–2011: Michael Treschow
- 2011–2018: Leif Johansson
- 2018–2023: Ronnie Leten
- 2023–: Jan Carlson

Källa för åren 1896–1976

## .mobi
Ericsson var en av grundarna bakom lanseringen av .mobi, toppdomänen som skapats speciellt för mobilt internet. Det lanserades i september 2006.

## Kontroverser
Uppgifter har framkommit om att Ericsson har överfört stora dolda belopp till Omans minister för post och telekommunikationer år 1997, och provision till en styrelseledamot av telenätoperatören Turkcell i Turkiet (där Teliasonera är delägare), till en parlamentariker i Algeriet och sonen till den dåvarande vicepresidenten i Syrien, för att erhålla fördelaktiga affärsavtal. För att förmedla vissa av beloppen uppges ett internationellt agentnätverk ha anlitats, som även har hjälpt Bofors, Saab och brittiska BAE Systems att slussa pengar till politiker och makthavare och att smuggla vapen.
Fem Ericssonchefer åtalades för försvårande av skattekontroll, men både hovrätt och tingsrätt friade dem med hänvisning till att det inte går att visa att fakturorna är falska eller så bristfälliga att de åtalade kan dömas. Ericsson medgav emellertid dålig ordning och reda under 1998–1999 i en del av verksamheten.
Våren 2014 uppgav en tidigare Ericssonanställd att han hade i uppdrag av dåvarande Ericsson Microwave (idag Saab Electronic Defence Systems) att organisera ett världsomspännande system för att betala handelsagenter, och senare upptäckte att agenterna använde pengarna till mutor. Korruptiva betalningar på 157 miljoner svenska kronor har förmedlats från Ericsson Microwave till grekiska beslutsfattare åren 2000–2001, två år efter landets beställning av en tioårig leverans av radarövervakningssystemet Erieye. En upphandlingschef på grekiska försvarsdepartementet har erkänt att han har tagit emot stora belopp från bland andra Ericsson. Den grekiska försvarsministern 1996–2001 dömdes 2013 till 20 års fängelse för penningtvätt.
Den 6 december 2019 ålade USA:s justitiedepartement Ericsson att betala 1 060 570 432 amerikanska dollar i böter för mut- och korruptionsbrott begångna omkring 2000–2016 i Djibouti, Kina, Vietnam, Indonesien, och Kuwait. Enligt Hampus Furubacke på tidningen Dagens Industri var böterna, omkring 10,1 miljarder i svenska kronor, det dittills högsta svenska bötesbeloppet i kategorin internationella korruptionsböter.
2021 uppdagas eventuella mutbrott inom Ericsson, där anställda kan ha mutat terrororganisationen IS för att kunna transportera utrustning. Uppdrag granskning publicerade ett avslöjande 27 februari 2022. På bolagsstämman 29 mars 2022 nekades Ericssons styrelse ansvarsfrihet, något som aldrig tidigare skett.

## Konkurrenter
2013 nämnde vd Hans Vestberg vilka som var företagets största konkurrenter inom olika områden
| Mobila nät: - Nokia Networks - Alcatel-Lucent - ZTE - Huawei | Globala tjänster: - IBM - Accenture - Huawei - Nokia Networks - Alcatel-Lucent - HP - Wipro - Amdocs | Stödtjänster (som tidigare kallades multimedia): - IBM - Oracle - Huawei - Amdocs - HP - Netcracker |
| Fasta ip-nät: - Juniper - Alcatel-Lucent - Cisco - Huawei    | Marknaden för patentlicenser: - Alcatel-Lucent - Nokia Networks - Huawei - Nokia - Qualcomm          | Modem (den del Ericsson behöll av ST-Ericsson): - Qualcom - Intel                                   |

## Samarbete med högskolor och universitet
Företaget är en av de främsta medlemmarna, benämnda Capital Partners, i Handelshögskolan i Stockholms partnerprogram för företag som bidrar finansiellt till Handelshögskolan i Stockholm och nära samarbetar med den vad gäller utbildning och forskning.

## Telefoner för fast telefoni

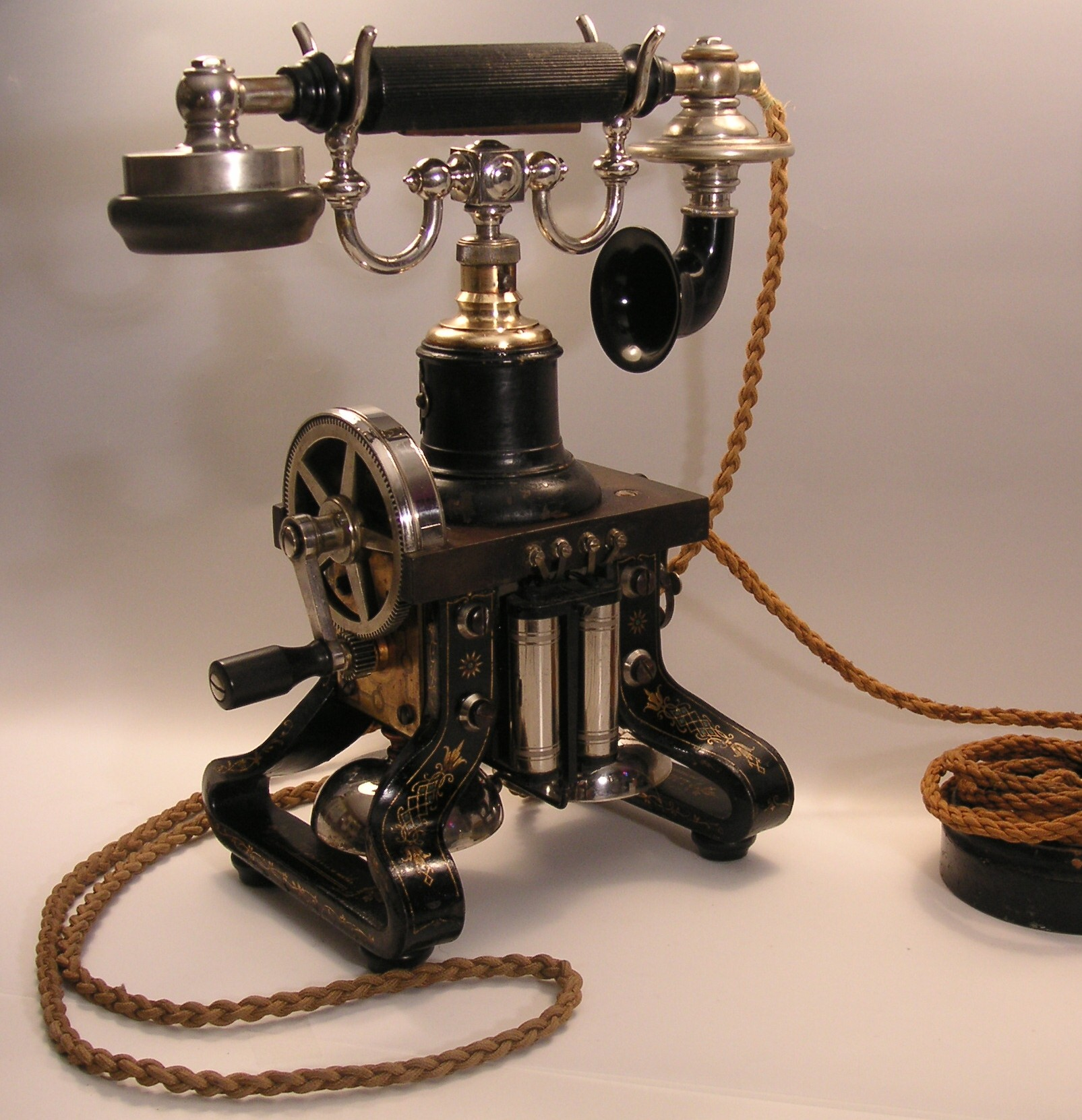
Skelettapparat även kallad taxen, 1892
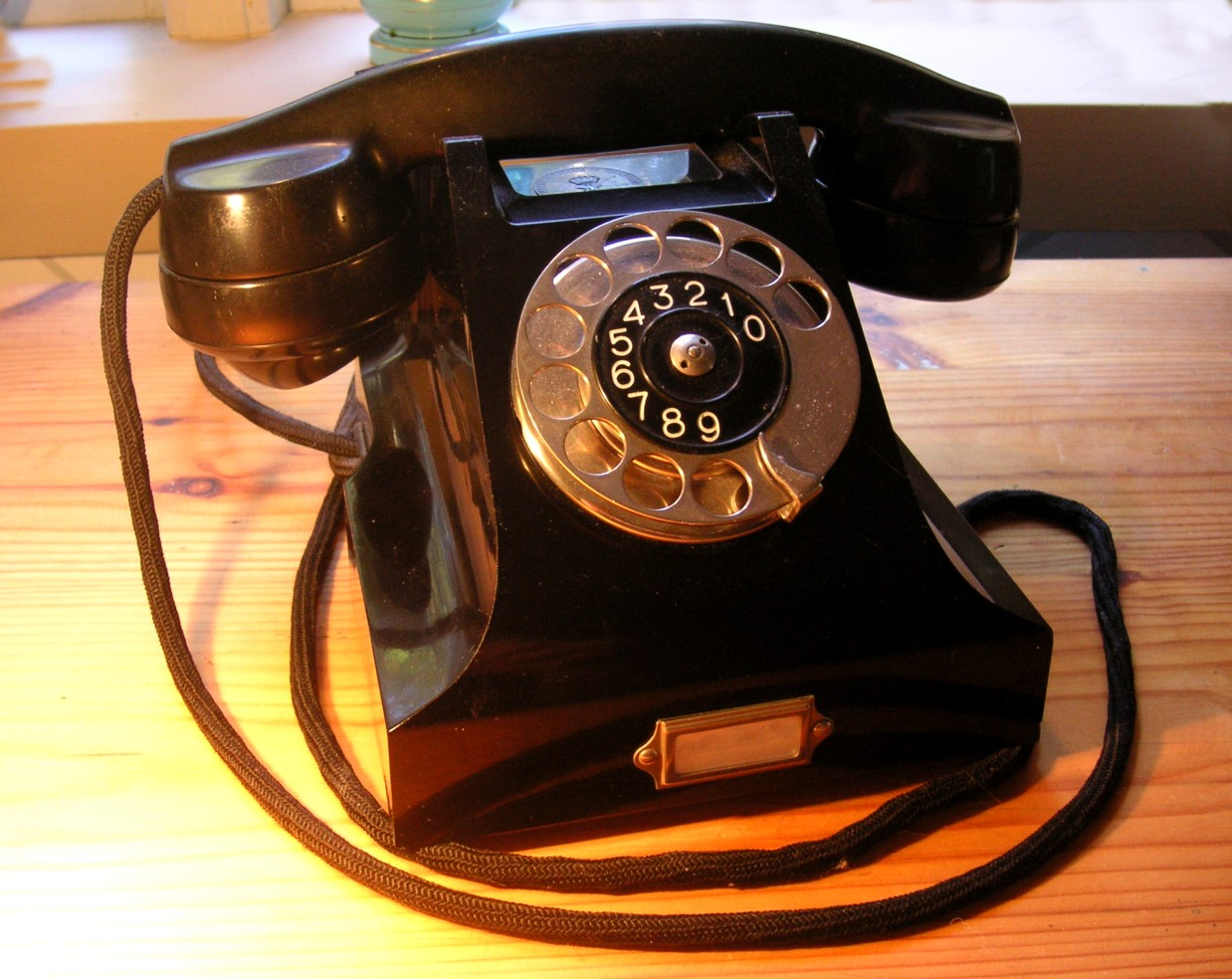
Ericssons första bakelittelefon, 1931
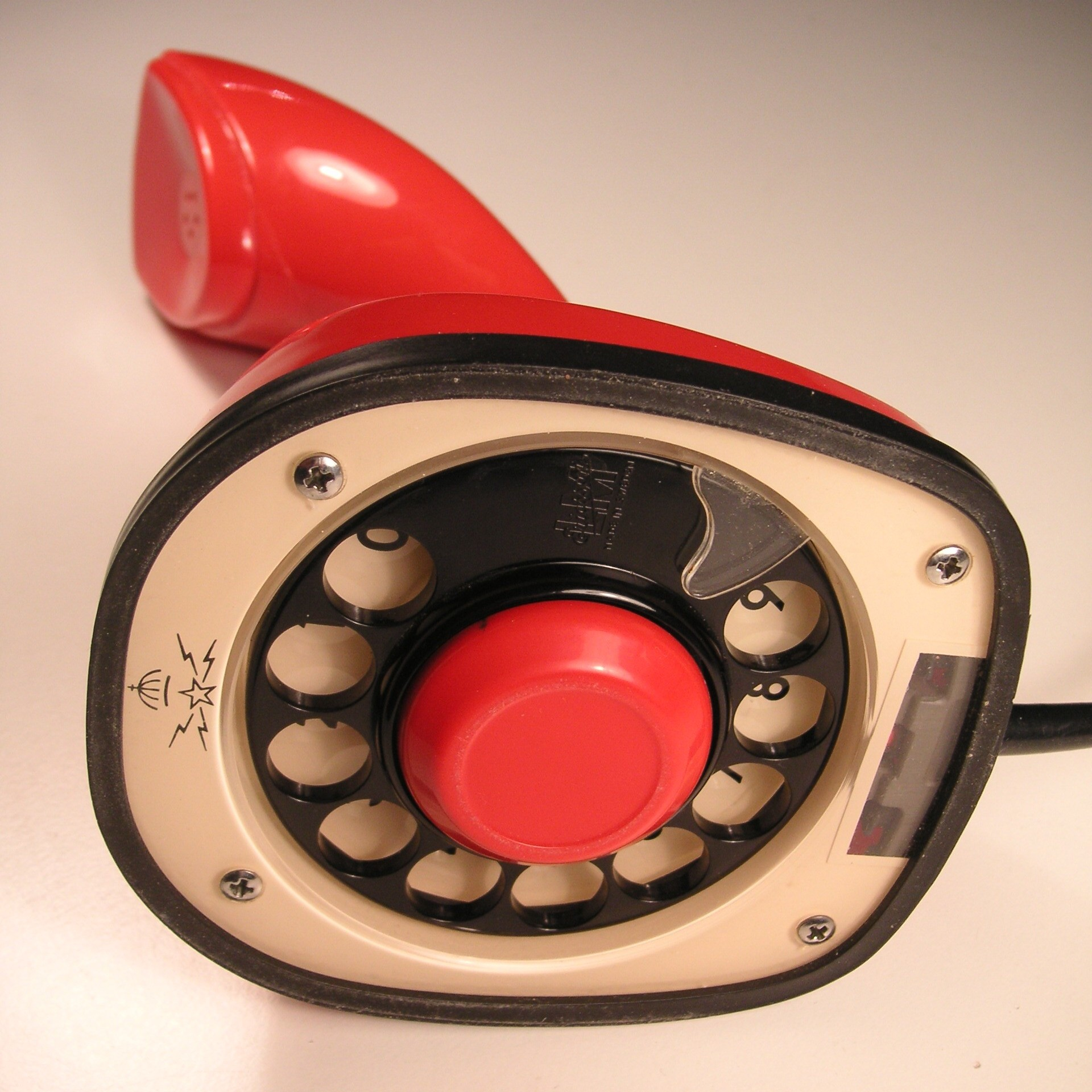
Ericofon ("Cobra"), 1953
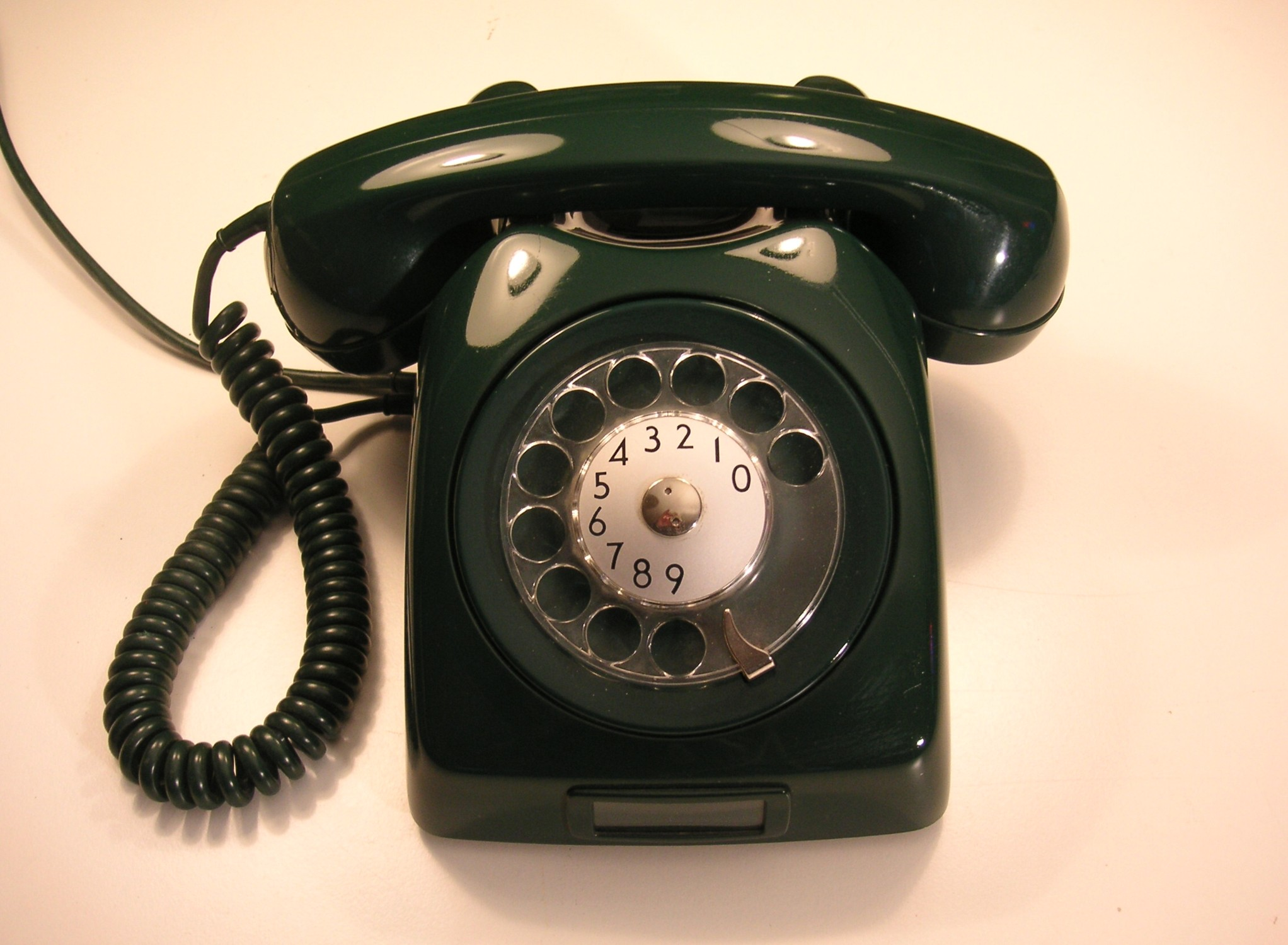
Dialog, 1962 (tillsammans med Televerket)
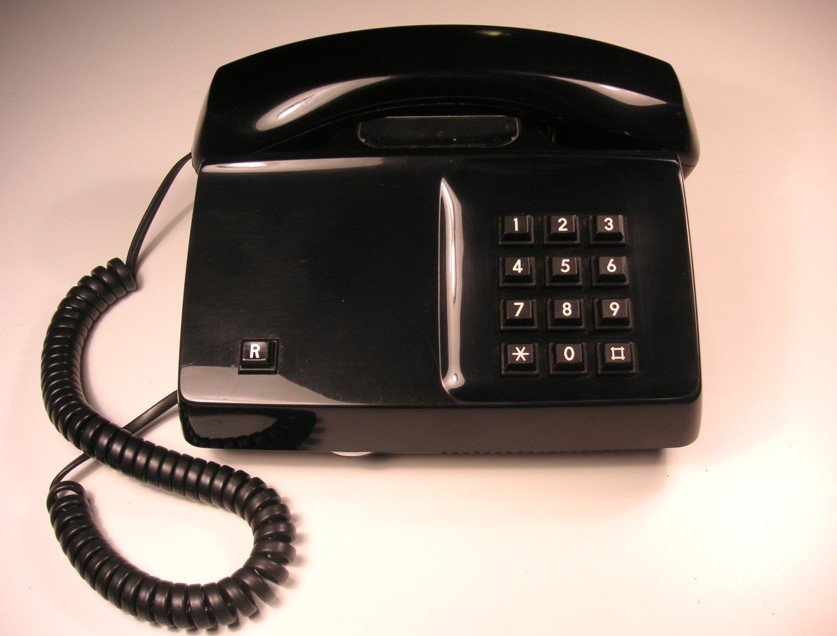
Diavox, 1978 (tillsammans med Televerket)